# Grenal
Grenal, por vezes grafado de Gre-Nal é o clássico entre os clubes brasileiros de futebol Grêmio e Internacional, que já se enfrentaram 447 vezes desde o ano de 1909. É o clássico mais tradicional e de maior rivalidade entre dois clubes de futebol no estado do Rio Grande do Sul, já que reúne duas instituições esportivas centenárias da cidade de Porto Alegre. Foram 165 vitórias do Internacional, 141 vitórias do Grêmio e 141 empates.
Em outubro de 2008, jornalistas nacionais e internacionais foram consultados pela revista Trivela e elegeram o Grenal como o "maior clássico do Brasil", isso porque o Grenal praticamente divide ao meio todo o estado do Rio Grande do Sul. Em abril de 2016, a revista inglesa FourFourTwo classificou o clássico como o maior do Brasil e o oitavo maior do mundo.

## Grafia
Há uma controvérsia sobre a grafia correta da expressão. Alguns colorados, querendo destacar o nome do Internacional, preferem escrever GreNal ou Gre-Nal. Entretanto, GreNal é uma forma que não faz sentido em qualquer regra de grafia, já que não existe maiúscula no interior da palavra. A forma Gre-Nal reproduz a fórmula adotada por outros clássicos do futebol brasileiro, como Fla-Flu, San-São, Ba-Vi etc., mas a maiúscula na partícula "nal" não se justifica por não se tratar da sílaba inicial do nome do clube (InternacioNAL), ao contrário de FLUminense, SÃO Paulo ou VItória. Quanto ao uso do hífen, se "nal" é uma terminação, é mais lógico que ela seja aglutinada à partícula inicial, sem hífen, como outros clássicos brasileiros: Atletiba, Paratiba, etc.
Seguindo este raciocínio, a grafia mais recomendada é justamente Grenal, conforme as três edições do mais importante livro sobre o clássico: "A História dos Grenais", de David Coimbra, Nico Noronha, Mário Marcos de Souza e Carlos André Moreira (edições de 1994, 2004 e 2009). Apesar disso, a forma Gre-nal segue sendo utilizada por boa parte da imprensa, tanto gaúcha como do resto do Brasil.

## Histórico

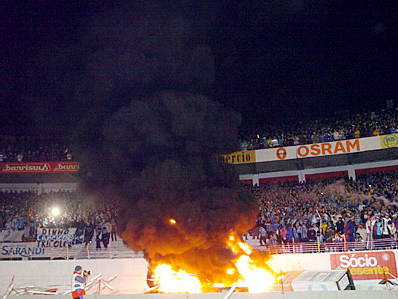
Incidente de violência no Grenal 366, onde membros da torcida gremista incendiaram banheiros químicos jogados no fosso que separa o gramado da arquibancada do Estádio Beira-Rio

A expressão Grenal surgiu em 1926, quando o jornalista Ivo dos Santos Martins (torcedor do Grêmio), cansado de escrever por extenso os longos nomes dos clubes, criou o termo. Já o ex-governador do Rio Grande do Sul e patrono do Internacional, Ildo Meneghetti, definiu o clássico de forma tautológica: "Grenal é Grenal."

Fundado seis anos antes, o Grêmio liderou com folga as estatísticas de Grenais nos primeiros anos de disputa, tendo vencido o primeiro Grenal da história pelo placar de 10 a 0, em 18 de julho de 1909, sendo cinco gols marcados pelo inglês  Edgar Booth, o qual é também o autor do primeiro gol da história do clássico.

O Internacional assumiu a vantagem no número de vitórias no Grenal de número 89 (Internacional 4 a 2 Grêmio), disputado em 30 de setembro de 1945,
 na época do "Rolo Compressor", e nunca mais foi superado. Na ocasião, o clube passou a ter 38 vitórias no clássico, contra 37 do Grêmio e 14 empates.
O Grêmio se reergueu. O passo inicial fora dado em 1952, quando o presidente Saturnino Vanzelotti contratou Tesourinha,
, que havia sido ídolo no rival. Meses depois, Vanzelotti contrataria Foguinho como técnico e, com um time formado na maioria por jogadores negros e mulatos, o Grêmio conquistou 12 campeonatos gaúchos em 13 anos. Boa parte da atual vantagem colorada também foi construída no período de 1969 a 1976, com a construção do Estádio Beira-Rio e a montagem de um dos maiores times da história do Internacional
Naquele período, foram disputados 40 confrontos, com o Inter tendo vencido 18, empatado 18 e perdendo apenas 4 jogos, ficando invicto por 17 partidas (17 de outubro de 1971 a 13 de julho de 1975), o maior período de invencibilidade dos Grenais. Já o maior período de invencibilidade do Grêmio foi entre 16 de junho de 1999 e 28 de outubro de 2002, quando chegou a ficar 13 jogos invicto
 No início dos anos 1980, a vantagem do Internacional chegou a ser de 31 clássicos. Em 2002, a diferença chegou a cair para 15 jogos, mantendo-se atualmente em mais de 20 vitórias a mais para o Internacional
O maior número de vitórias consecutivas é do Grêmio, com seis vitórias consecutivas, que conseguiu esta façanha quatro vezes, sendo a última em 1977-78. Já a maior sequência do Internacional é de cinco vitórias consecutivas, feito que conseguiu quatro vezes, sendo a última em 1974-75.
Enquanto o Grêmio conseguiu vencer ao Internacional, por mais de 2 gols de diferença, 8 vezes no Estádio Olímpico e apenas 1 vez no Estádio Beira-Rio, o Internacional, por sua vez, venceu 3 vezes no Olímpico e apenas 1 no Beira-Rio. De fato, o Internacional passou 40 anos (entre 1954 e 1994) sem golear o Grêmio. E somente 39 anos após a fundação do Estádio Beira-Rio, o Internacional conseguiu golear o rival em seu estádio

Após décadas de um processo popularmente conhecido no Rio Grande do Sul como "gangorra", quando um dos dois clubes encontra-se em boa fase e o outro em um mau momento, o ano de 2006 foi atípico. No Campeonato Brasileiro, o Inter terminou na segunda colocação na classificação geral, enquanto o Grêmio terminou em terceiro, proporcionando aos dois clubes participarem juntos, pela primeira vez, da Taça Libertadores da América do ano seguinte

Esse fato repetiu-se em 2011, quando os dois times classificaram-se na fase de grupos da Libertadores e encontrariam-se nas quartas-de-finais. Entretanto, ambos foram desclassificados nas oitavas, o Inter para o Peñarol e o Grêmio pelo Universidad Católica.

## A Simbologia e Aspectos Sociais
"Desde sua origem, a sociedade gaúcha sempre teve em suas divisões políticas e sociais o motor condutor de sua história, seja na Guerra dos Farrapos ou na Revolução de 1923, com a divisão entre os Maragatos e os Chimangos. Toda essa divisão política e social também se reflete no clássico desde sua origem, em 1909.
Antes de fundarem o Internacional, os irmãos Poppe, que eram comerciantes nativos de São Paulo, chegaram a Porto Alegre no seu tempo de expansão e desenvolvimento econômico, na década de 1910. Como praticantes de futebol, tentaram ingressar em um dos clubes da cidade, já na época, com 6 anos de existência, o Grêmio FBPA. Porém, como a maioria dos clubes em Porto Alegre na época, o Grêmio só aceitava jogadores da comunidade alemã de Porto Alegre, sendo eles, então, recusados no clube.
Com a motivação de criar um clube que conseguisse vencer os clubes alemães da cidade e fosse aberto a todos os credos e raças, os irmãos Poppe, junto com outras pessoas, criaram, em 1909, o SC Internacional sendo o Inter o primeiro clube, entre os dois, a aceitar negros e pardos tendo como primeiro jogador negro o Dirceu Alves em 1927, enquanto o Grêmio só teria seu primeiro jogador negro sendo Tesourinha, contratado em 1952.
Com o passar do tempo, o Grêmio deixou de representar apenas a comunidade alemã e passou a representar a elite econômica e social rio-grandense, enquanto o Inter, chamado por muito tempo de "o clube dos Paulista", passou historicamente a também representar as classes mais baixas e as minorias étnicas do Rio Grande do Sul. 
Um dos reflexos desse entendimento são por exemplo as representações mais simbólicas dos clubes e seus mascotes, sendo que o Mosqueteiro foi criado por charges de jornais e depois adotado pelo Grêmio por ser um personagem de virtudes como Cavalheirismo e Nobreza, mas também por ser extremamente representado na Cultura Europeia e sendo esta a identidade cultural predominante entre os fundadores do Grêmio. 
Enquanto o Inter era representado por um jovem negro muitas vezes desenhado com traços de maquiagem Blackface o então personagem seria reinventado como o Saci Pererê, personagem mais reconhecido do Folclore Brasileiro e popularizado pelas obras de Monteiro Lobato como um personagem brincalhão e irreverente que gosta de se aproveitar e pregar peças com os outros.
Mas lembrando que essas são as definições históricas, pois, hoje, os dois clubes têm torcidas em todas as classes sociais e ambos também têm torcedores de todas as raças

## Confrontos históricos (1909-1959)

### Amistoso

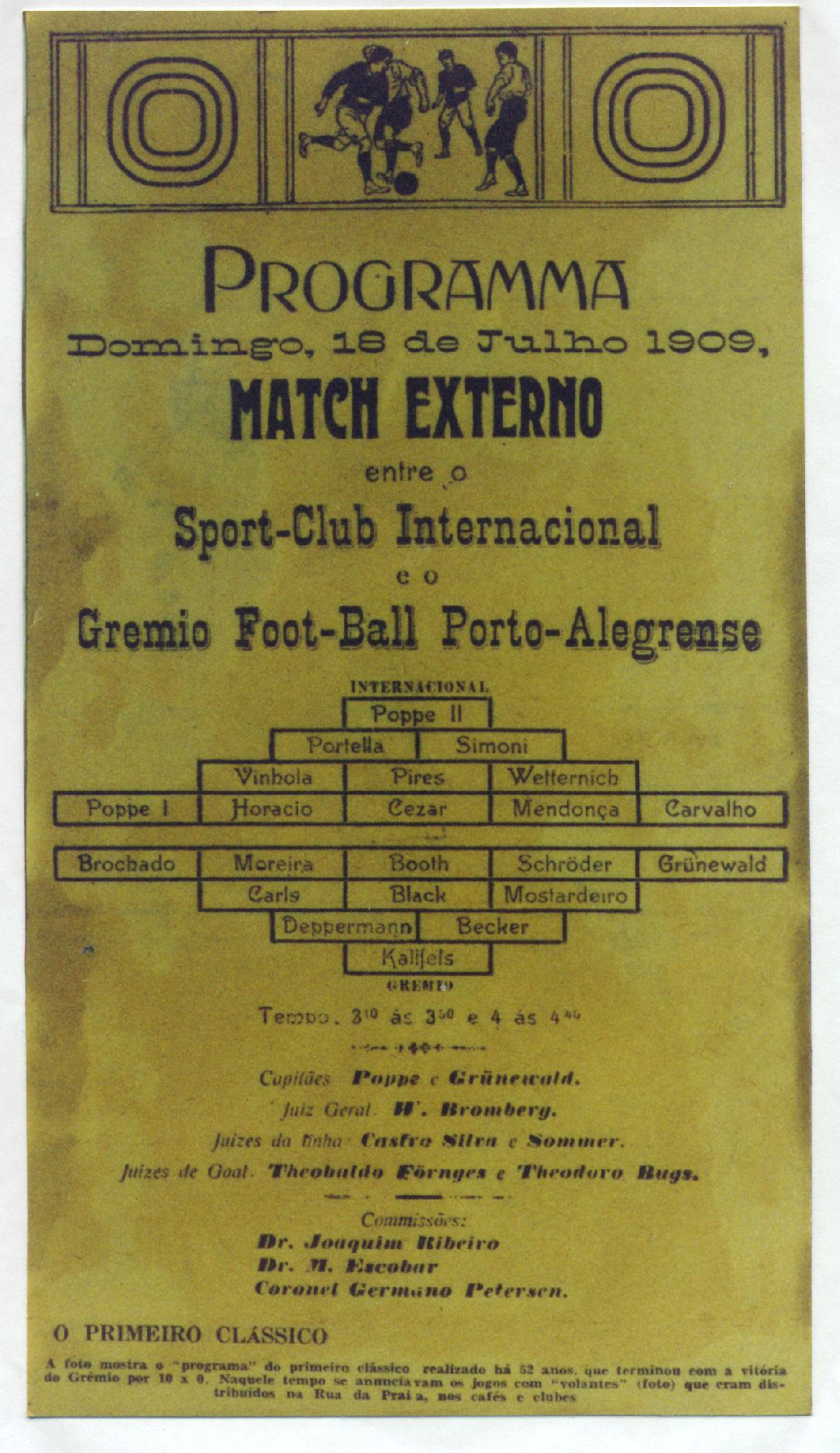
Programa do primeiro Grenal

Em 21 de junho de 1909, quatro representantes do Internacional reuniram-se com os representantes do Grêmio na sede da Sociedade Leopoldina Porto Alegrense, para tratarem do primeiro confronto entre os dois clubes. O Internacional, fundado dois meses antes, convidaria o Grêmio para ser o seu primeiro adversário. A partida inicialmente seria realizada em 27 de junho. Com a proximidade de um jogo com o Fuss-Ball, previamente marcado, o então presidente do Grêmio, major Augusto Koch, declarou que sua equipe enfrentaria o Internacional com o segundo quadro (time reserva). Os dirigentes do Internacional, por sua vez, não aceitaram e exigiram que seu adversário jogasse com o time principal.
A diretoria gremista concordou. Porém, como a agenda do clube estava lotada, a partida seria realizada somente no mês seguinte. O primeiro Grenal da história ocorreu no dia 18 de julho de 1909, em um domingo, no Estádio da Baixada (que pertencia ao Grêmio). Às 15 horas e 10 minutos, as duas equipes entraram no campo da Baixada, precedidas pelos respectivos presidentes e pela banda da Brigada Militar. Os jogadores do Grêmio trajavam camisa dividida verticalmente em metade azul e metade branca, com calções pretos. Já os do Internacional vestiam camisa listrada verticalmente em vermelho e branco, com calções brancos. O público presente foi estimado em duas mil pessoas. O árbitro da partida foi Waldemar Bromberg, sendo juízes de linha João de Castro e Silva e H. Sommer, e juízes de gol Theobaldo Foernges e Theodoro Bugs. Os juízes de gol ficavam sentados num banquinho ao lado das goleiras, indicando se a bola entrava ou não no gol, pois na época não havia redes nas goleiras.

O pontapé inicial fora dado por Edgar Booth que, aos 10 minutos, marcou o primeiro gol do jogo e da história do clássico. Booth ainda marcou mais quatro gols, sendo o restante dos tentos marcados por Júlio Grünewald (4 gols) e Moreira (1 gol), totalizando o placar em 10 a 0 para o Grêmio, a maior goleada da história dos Grenais.
| 18 de julho de 1909 | Grêmio                            | 10 – 0    | Internacional | Baixada, Porto Alegre |
|                     | Edgar Booth · Grünewald · Moreira | Relatório |               | Árbitro: Waldemar Bromberg Auxiliares: João de Castro e Silva e H. Sommer (juízes de linha), Theobaldo Foernges e Theodoro Bugs (juízes de gol) |

Grêmio: Kallfelz; Deppermann e Becker; Karls, Black e Mostardeiro; Brochado, Grünewald, Moreira, Booth e Schröder.
Internacional: Luiz Poppe; Portella e Simoni; Vignoles, Pires e Wetternich; José Poppe, Carvalho, Cezar, Mendonça e Carvalho.

### Campeonato Citadino de 1911
No dia 18 de junho de 1911 ocorreu o terceiro Grenal, jogo muito esperado por todos, válido pelo campeonato citadino de Porto Alegre. O juiz foi Theobaldo Förnges que trouxe da Alemanha uma vistosa jaqueta especialmente confeccionada para jogos de futebol. O Internacional vinha em uma boa campanha e muitos acreditavam que, desta vez, a história seria diferente, depois de duas derrotas do Internacional nos dois primeiros Grenais. Porém isso não aconteceu. Foi até pior do que o segundo Grenal, vencido pelo Grêmio por 5 a 0. Com muita chuva, o Grêmio venceu por 10 a 1. O gol de honra do Inter foi do ponta-esquerda Vinholes. Ao final da goleada, o jogador do Inter Carlos Kluwe declarou: "Só posso deixar essa coisa de futebol depois de uma vitória sobre o tal de Grêmio". Naquele ano, o Grêmio sagrou-se campeão do Campeonato Citadino de Porto Alegre de forma invicta.. Essa foi a maior goleada em uma competição oficial de futebol da história do clássico.
| 18 de junho de 1911 | Grêmio | 10 – 1                 | Internacional | Estádio da Escola de Guerra, Porto Alegre |
|                     |        | A história dos Grenais |               | Árbitro: Theobaldo Förnges                |

### Amistoso
Não ocorria Grenal desde 1913. Havia muita expectativa em torno do clássico. Cerca de 4.000 pessoas compareceram ao "ground" gremista, para assistir a partida. A presença do público feminino, na época, era expressiva. Assim o jornal A Federação descreveu as torcidas femininas dos dois clubes: "Enchiam o pavilhão central, as innumeras admiradoras do 'Gremio', gentis patricias graciosas e elegantes, onde dominava a tez rosada e os cabellos loiros das filhas da estimada colonia germanica." "No chalet, situado na parte opposta á entrada, as alegres 'internacionalistas', deram a nota alegre da tarde, com suas enthusiastas ovações." O clássico Grenal já era um evento marcante no cenário esportivo da capital. O ingresso dos times em campo, muito antes do "fair-play", já demonstrava a importância da partida, mesmo sendo um amistoso: "Os contendores entraram no ground dois a dois, de braços entrelaçados e debaixo duma chuva de confetis e serpentinas do bello sexo e uma estrondosa saudação da assistencia inteira."
No sorteio do início do jogo, o Internacional escolheu o lado favorável ao vento, e a saída de jogo coube ao Grêmio. Por um momento fez-se completo silêncio no estádio, mas quando a bola rolou, a torcida passou a manifestar-se. "Desde os primeiros momentos, da numerosa e selecta concorrencia apoderou-se um enthusiasmo incrivel, um verdadeiro delirio. Cerradas palmas premiavam, indistinctamente, os bellos feitos dos footballers, que se degladiavam." Desde o início do jogo o Internacional tinha amplo domínio da partida. A 1ª etapa ocorreu quase toda no campo do Grêmio, que se defendia como podia. Mas nada do gol sair. Finalmente, a situação muda aos 44' do 1º tempo, em um gol assim descrito pelo jornal: "A lucta desenvolvia-se brilhantemente, faltavam apenas alguns segundos para findar o primeiro tempo, quando Muller, o meia esquerda do alvi-rubro, aproveitou-se dum entrevero na porta do goal, e marcou o ponto da emocionante contenda. Os admiradores do 'Internacional' invadiram então o campo, em manifestações aos seus favoritos." No 2º tempo, aos 4', Bendionda amplia, de cabeça. Túlio, em chute enviesado, faz 3 a 0, aos 30'. Aos 38' o gremista Sisson chutou, o goleiro Baes defendeu, mas deixou a bola escapar, entrando na rede após bater na trave. Aos 42, Bendionda encerrou o placar: Internacional 4 a 1. A torcida colorada comemorou o feito: "A legião 'internacionalista', no auge do enthusiamo, carregou os seus players, em meio de delirantes aclamações, a frente do pavilhão central do ground do 'Gremio'. Ali continuaram aquellas manifestações, emquanto as gentis gremistas cobriam os heroes alvi-rubros com delicadas petalas de flores."
| 31 de outubro de 1915 | Grêmio | 1 – 4 | Internacional             | Baixada, Porto Alegre                   |
|                       | Sisson |       | Bedionda · Muller · Tulio | Público: 4,000 Árbitro: Aristides Prado |

Grêmio: Bruno; Diez e Mordieck; Hanssen, Alencastro e Chiquinho; Dorival, Sisson, Gertum, Scalco e Teichmann.
Internacional: Baes; Simão e Dornelles;Bitu, Carlos e Lucidio; Tulio, Oswaldo, Bedionda, Muller e Vares.

### Campeonato Citadino de 1918
O Grenal 11 aconteceu no dia 4 de agosto de 1918 na Baixada. O Grêmio vencia por 1 a 0, até os 43 minutos do primeiro tempo, quando estourou a primeira grande briga no clássico, após nove anos de sua primeira edição.
O jogo começou violento, como sempre. O Grêmio um pouco melhor. O zagueiro uruguaio Garibotti marcou o primeiro gol para os tricolores. E o último. Estava 1 x 0 quando a bola saiu pela lateral. Os jogadores passaram a discutir quem teria direito à reposição. Não havia fosso separando a torcida do gramado, nem cães policiais a repelir invasões. De repente, estourou uma briga entre jogadores do Inter e torcedores do Grêmio.
Foi o início de um tumulto que resultou em cerca de 100 feridos e um preso. Torcedores, jogadores e dirigentes se agrediram a socos, pontapés e bengaladas.
Até que o senhor Manoel Costa, empregado da Empresa Telefônica Rio-Grandense, sacou de uma faca e com ela riscou o ar, ameaçador, prometendo ferir quem se aproximasse. O meia Ribas, do Internacional, tentou contê-lo. Seria o último Grenal de Ribas. Manoel Costa enfiou 15 centímetros da lâmina na região ilíaca do jogador. Assustado, o jovem Octávio Telles de Freitas pulou para desarmar o funcionário da Telefônica e também foi ferido na perna esquerda.
Soldados da Brigada acorreram e não conseguiram deter o valentão. Ele só entregou a faca ao presidente da Federação, o gremista Aurélio Py. O chefe de Polícia Ariosto Pinto, finalmente, colocou Manoel numa viatura para levá-lo preso. Os torcedores não deixaram o carro sair. Queriam linchar Manoel Costa. Após muitas negociações, os policiais conseguiram levar o detido. Mas, na saída do estádio, populares apedrejaram a viatura, ferindo Ariosto na cabeça e Manoel na perna esquerda. Enquanto isso, Ribas dava entrada na Casa de Saúde. Em seguida, foi cloroformizado e operado pelos médicos Moisés de Menezes e Bernardo Velho.
Como o jogo ainda não havia chegado nem à metade, a Associação Portoalegrense de Desportos marcou uma nova data para a sua realização, três semanas após, em 25 de agosto. Mas o Grêmo se recusou a jogar e perdeu os pontos. Tanto que, em função desse resultado, o Cruzeiro foi o campeão portoalegrense daquele ano, dois pontos à frente do Grêmio. Apesar disso, as estatísticas oficiais dos grenais continuam considerando o Grenal 11 como vitória do Grêmio.
| 4 de agosto de 1918 | Grêmio                | 1 – 0 | Internacional | Baixada, Porto Alegre               |
|                     | Eduardo Garibotti 35' |       |               | Árbitro: Oscar Fontoura Auxiliares: |

Grêmio: Kuntz; Garibotti e Py; Pavani, Dorival e Chiquinho; Zamela, Franco, Gertum, Scalco e Bruno.
Internacional: Bicca; Bello e Dorval; Evodio, Mário Cunha e Bitu; Crespo, Ribas, Godinho, Bento e Guimarães.

### Campeonato Citadino de 1920
Este clássico Grenal foi realizado no dia 2 de Maio de 1920 no Estádio Chácara dos Eucaliptos. O Estádio da Chácara dos Eucaliptos era localizado no bairro Menino Deus, na cidade de Porto Alegre. Era o local de realização dos jogos do Sport Club Internacional e foi o primeiro estádio do clube.
A partida marcou a primeira goleada do Grêmio neste estádio do maior rival, terminando com a vitória tricolor pelo placar de 4 a 1. O jogo foi válido pelo Campeonato Citadino de Porto Alegre. O Grêmio ainda venceria o outro clássico Grenal válido pelo segundo turno do campeonato pelo placar de 2 a 1, em 22 de agosto de 1920.
O Grenal de número 14 foi apitado pelo árbitro Tanho Graherguer.

Os gols da partida foram marcados por Ramon (2) e Gertum (2) para o tricolor, enquanto Geny marcou o único gol colorado.
| 1920 | Internacional | 1 – 4 | Grêmio         | Estadio Chácara dos Eucaliptos |
|      | Geny          |       | Ramon · Gertum |                                |

### Campeonato Citadino de 1935

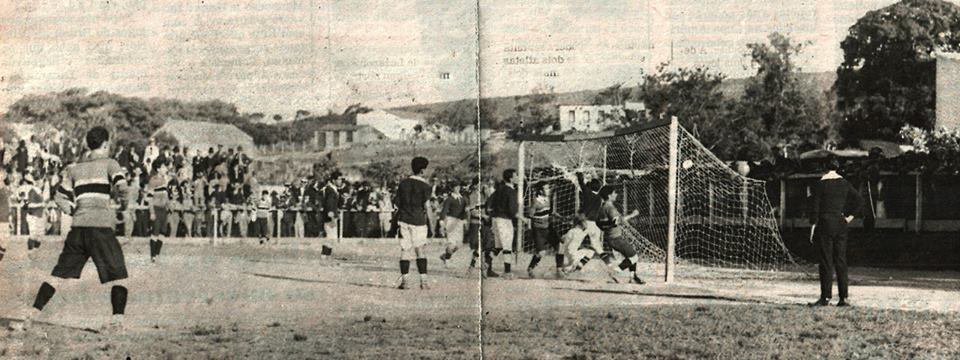
Grenal número 38 em 1932 no Estádio da Baixada. Válido pelo Campeonato Citadino de Porto Alegre de 1932.

Disputado em 22 de Setembro de 1935, ano do centenário da Revolução Farroupilha, o clássico foi válido pela última rodada do Campeonato Citadino. O Internacional chegara à partida decisiva um ponto à frente do rival e o empate garantiaria-lhe o título e a vaga para o campeonato estadual.
A partida permanecia 0 a 0 até os 38 minutos do segundo tempo, quando numa falta lateral, o zagueiro colorado Risada subiu mais alto que os atacantes tricolores e testou a bola para frente… nos pés de Foguinho, meio-campista do Grêmio, que já esperava o rebote. O chute saiu certeiro: Grêmio, 1 a 0! Dois minutos depois, num contra-ataque, o ponta-direita Laci ainda fez o segundo gol do Grêmio.
Ao ganhar do tradicional rival, o Tricolor sagrou-se campeão. Esta época proveu ao clube tanto títulos quanto o início da sua tradição e respeito. O título metropolitano foi considerado tão importante que os atletas e a direção do Grêmio juraram comemorá-lo por 100 anos. Promessa cumprida à risca até hoje.

O "Grenal Farroupilha" também foi marcado como a última partida do goleiro Eurico Lara pelo Grêmio. Debilitado por problemas de saúde, ele atuou durante o primeiro tempo e morreu alguns meses depois. O craque foi imortalizado no hino do clube. Eurico Lara, que havia começado a jogar pelo clube em 1920, transformou-se em uma lenda do clube.
| 1935 | Internacional | 0 – 2 | Grêmio         | Estadio Timbaúva |
|      |               |       | Foguinho, Laci |                  |

### Torneio Relâmpago

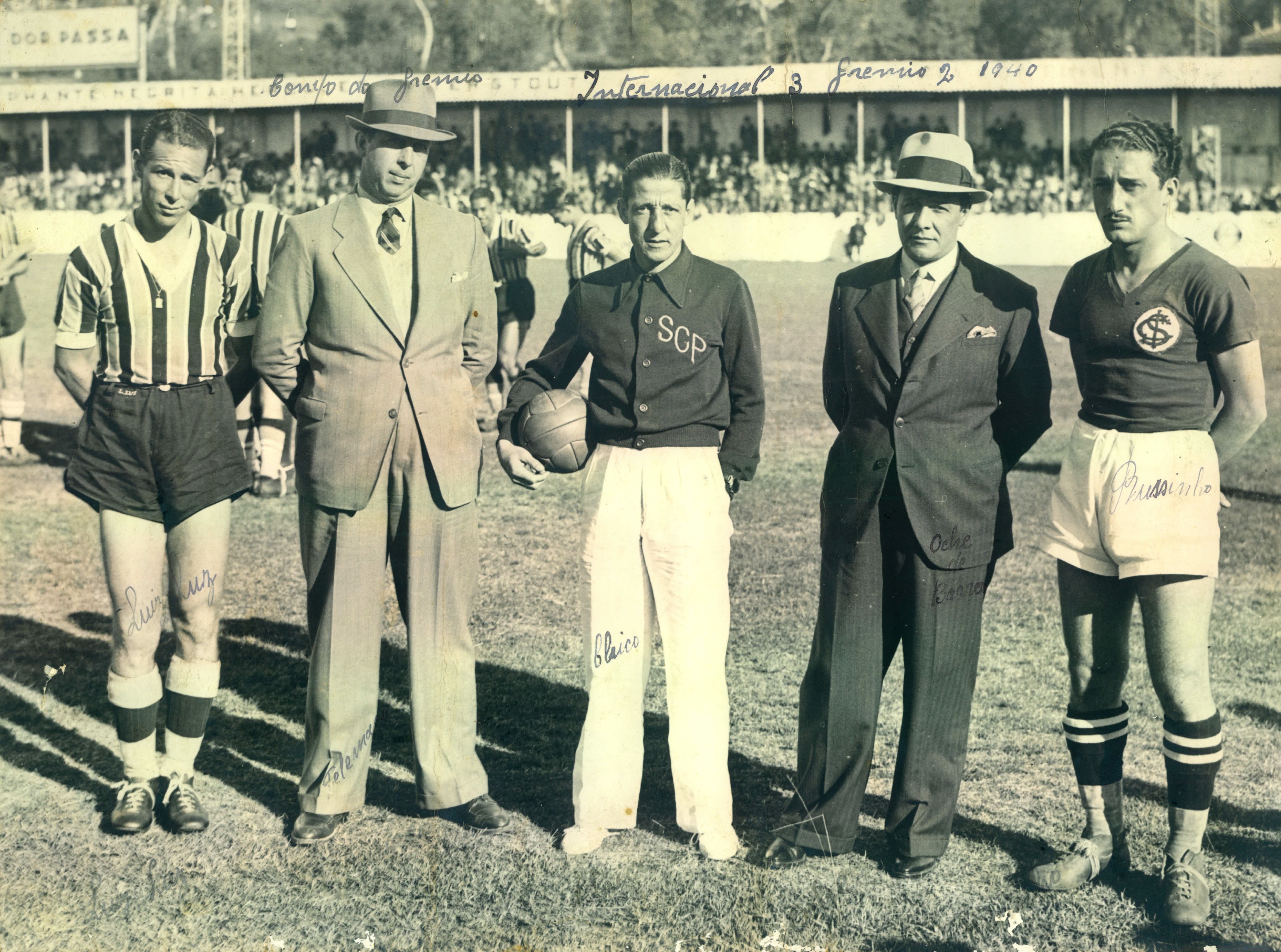
Grenal número 64 em 1940. Válido pelo Campeonato Citadino de Porto Alegre de 1940.

Em 1939, os times da capital gaúcha jogaram um torneio para reunificar as duas ligas existentes desde 1937 e decidir quem ficaria na elite portoalegrense em 1940, quando seria implantado oficialmente o profissionalismo. Assim, Grêmio e Internacional jogaram um torneio de turno único com times como Força e Luz, Cruzeiro, São José, Porto Alegre, Renner e Americano. O Grenal - vencido pelo Inter por 3 a 2 - desse torneio ocorreu no dia 28 de maio, no estádio Timbaúva, com gols gremistas de César (15’) e Vanário (24') e Sylvio (23’, 65’ e 83) fez os três gols do Inter.
| 1939 | Internacional      | 3 – 2 | Grêmio                | Estadio Timbaúva |
|      | Sylvio 23' 65' 83' |       | César 15' Vanário 24' |                  |

### Amistoso
De acordo com o livro "A História dos Grenais", o início da era do "Rolo Compressor" começou a ser marcado num grenal amistoso, válido pela "Taça Martel", disputado no dia primeiro de novembro de 1938. Seria a despedida do craque gremista Luiz Carvalho, e o jornal Correio do Povo daquele dia anunciava o "choque sensacional entre a técnica tricolor e o tradicional sangue colorado". Em campo, os "diabos rubros" (segundo o Correio do dia seguinte, Dia de Finados) ganharam por 6 a 0 e o árbitro Álvaro da Silveira ainda anulou cinco gols, alegando que dois haviam sido feitos com a mão e nos outros três os atacantes estavam impedidos.  Ainda de acordo com o livro de David Coimbra, ao final do jogo houve um diálogo entre o indignado presidente do Inter Ildo Meneghetti" e o árbitro, nos seguintes termos: "Por que anulaste tantos gols?" "Era muito gol para um grenal".Foi considerado o maior roubo da história em Grenais.
| 1 de novembro de 1938 | Internacional                                                                     | 6 – 0 | Grêmio |                             |
|                       | Gol marcado · Gol marcado · Gol marcado · Gol marcado · Gol marcado · Gol marcado |       |        | Árbitro: Álvaro da Silveira |

### Campeonato Citadino de 1944
O dia 13 de agosto de 1944 reservou para a história a maior virada da história do clássico grenal. O Internacional contava com o famoso Rolo Compressor, apelido dado ao super time colorado da época. No ataque, Tesourinha, Russinho, Villalba, Rui e Carlitos. O jogo valia pelo segundo turno do campeonato citadino. O clássico de número 83 da história foi disputado no Estádio da Baixada, do Grêmio, no bairro Moinhos de Vento em Porto Alegre. O torcedor gremista, apesar de três derrotas anteriores seguidas no clássico, sonhava com uma reviravolta. No primeiro tempo, o Grêmio perdia por 3 a 0, gols de Elizeu, Rui e Adãozinho. O clima era de desolação no pavilhão social tricolor. No vestiário, o treinador do Grêmio Telêmaco Frazão tentava reanimar os atletas. Na etapa final, veio a inacreditável e histórica reação da equipe gremista. Ramón Castro (2), Bentevi, e Mário viraram a partida em favor do Grêmio.
| 13 de agosto de 1944 | Grêmio                           | 4 – 3 | Internacional            | Baixada, Porto Alegre |
|                      | Ramón Castro , · Bentevi · Mário |       | Eliseu · Rui · Adãozinho |                       |

- Grêmio: Júlio; Carel e Rui; Vinícius, Touguinha e Sanghinetti; Bentevi, Bombachudo, Raón Castro, Ivo Aguiar e Mário.
- Internacional: Ivo; Alfeu e Nena; Abigail, Ávila e Assis; Tesourinha, Rui, Adãozinho, Perez e Elizeu.

### Campeonato Citadino de 1945
Além da  goleada  colorada na casa do adversario, o clássico 88 ficou marcado pela ultrapassagem do Inter sobre o rival em número de gols marcados em grenais.
A partida ocorreu em 24 de junho de 1945. Era época do mítico rolo compressor, em que o Internacional dominava o futebol no Estado do RS e se tornaria hexacampeão estadual nesse mesmo ano. Antes disso , nenhum clube tinha conseguido sequer ser tricampeão.
O Grenal 88 foi  válido pelo campeonato citadino,  e com mais uma grande atuação do ``Rolo compressor´´ finalizou com o placar de 4 a 1 para o Internacional.
Após esse grenal, o Internacional sempre se manteve a frente em gols marcados em grenais
| 24 de junho de 1944 | Grêmio | 1 – 4 | Internacional                       | Baixada, Porto Alegre   |
|                     | Segura |       | Carlitos · Tesourinha · Adãozinho , | Árbitro: Alfredo Cesaro |

Grêmio:Júlio; Clarel; Hugo; Vinícius; Touguinha; Sanghinetti; Bombachudo; Beresi; Segura; Ramón Castro; Repolho.
Internacional:Ivo; Alfeu; Nena; Viana; Ávila; Abigail; Tesourinha; Rui; Adãozinho; Elizeu; Carlitos.

### Campeonato Citadino de 1948
O Internacional aplicou uma goleada de 7 a 0 no Grêmio em 1948, na partida final do campeonato da cidade de Porto Alegre. O jogo foi realizado no campo do clube tricolor. Era a época do "Rolo Compressor". Alguns nomes haviam mudado, mas a base de Ivo, Nena, Abigail, Tesourinha e Carlitos estava mantida. A rapidez das jogadas e os arremates fortes do Colorado fizeram a rede do Grêmio balançar sete vezes com 4 gols de Villalba, dois de Carlitos e um de Roberto. Até hoje, esta é a maior goleada da história do Internacional sobre o rival. Sendo que desde a profissionalização do futebol no estado em 1940, essa é a maior goleada em grenais. O Inter jogou com: Ivo; Nena e Ilmo; Alfeu, Vianna e Abigail; Tesourinha, Beresi, Villalba, Roberto e Carlitos. Técnico: Carlos Volante.
| 17 de outubro de 1948 | Grêmio | 0 – 7 | Internacional                                             | Estádio da Baixada, Porto Alegre                               |
|                       |        |       | Villalba 19', 20', 41', 80' · Roberto 24' · Carlitos 55', | Público: 3 609 Renda: Cr$ 19.476,00 Árbitro: RS Valente Bastos |

- Grêmio: Sergio; Castro e Tonelli; Rui, Ribeiro e Ernesto; Beroci, Fossati, Vincius, Gita e Roni.
- Internacional: Ivo; Nena e Ilmo; Alfeu, Viana e Abigail; Tesourinha, Beresi,  Villalba, Roberto e Carlitos. Técnico: Carlos Volante.

### Torneio de Inauguração do Olímpico Monumental
Era setembro de 1954 e o Grêmio realizou um festival de inauguração de seu novo estádio, o Estádio Olímpico que mais tarde veio a ser reinagurado com o nome de Estádio Olímpico Monumental. A partida inaugural do estádio já havia ocorrido em confronto amistoso com o Nacional de Montevidéu, com vitória gremista pelo placar de 2 a 0. O Internacional fora convidado para o festival de inauguração do Olímpico, juntamente com o Liverpool do Uruguai. Após vitória sobre os uruguaios por 4 a 0, o Internacional enfrentou seu maior rival no dia 26 de setembro. A partida foi apitada pelo árbitro uruguaio Carlos Alberto Vigorito. O Grêmio começou bem e aos sete minutos fazia 1 a 0, gol de Sarará cobrando falta. O Internacional demorou mas empatou aos 33 minutos do primeiro tempo, gol de Jerônimo, também de falta. O primeiro tempo estava perto do fim e Larry desempatou: Grêmio 1 a 2 Internacional. No segundo tempo Larry voltou inspirado e logo no início veio com a bola lá de seu campo com Ênio Rodrigues no seu encalço, chegando na área Larry ameaça bater, Ênio tenta o carrinho e Larry puxa a bola deixando-o deitado, daí com um toquezinho faz o terceiro. Grêmio 1 a 3 Internacional. O quarto gol não demora a sair. Luizinho recebe a bola e sai em velocidade, Ênio corre para marcá-lo, mas Luizinho deixa a bola, Ênio não percebe e continua correndo atrás dele, aí Canhotinho, sem marcação, veio de trás e bateu: 1 a 4. O Internacional ainda teve tempo de fazer mais 2, ambos de Larry. O Grêmio descontou com Zunino.
| 26 de setembro de 1954 | Grêmio                 | 2 – 6  | Internacional                                         | Olímpico, Porto Alegre (RS) Público: 24.595. Árbitro: Carlos Alberto Vigorito Auxiliares: |
|                        | Sarará 7' · Zunino 88' | Report | Jerônimo 33' · Larry 42' 78' 80' 85' · Canhotinho 60' |                                                                                           |

Grêmio: Sérgio, Ênio Rodrigues, Orly, Roberto, Sarará, Itamar, Tesourinha, Milton Kuelle, Camacho, Zunino, Torres. Técnico: László Székely.
Internacional: Milton Vergara, Florindo, Lindoberto, Oreco, Salvador, Odorico, Luizinho, Bodinho, Larry, Jerônimo e Canhotinho. Tecnico: Teté

## Confrontos históricos (1959–2009)

### Campeonato Citadino de 1960
Foi no dia 21 de Agosto de 1960, no estádio Eucaliptos do Inter, que o Grêmio venceu o Inter por 5 a 1, com gols de Juarez (três vezes), Gessy e Vieira; Ivo Diogo descontou. A partida foi válida pelo Campeonato Citadino de Porto Alegre.
| 21 de agosto de 1960 | Internacional | 1 – 5 | Grêmio                       | Estádio dos Eucaliptos, Porto Alegre                         |
|                      | Ivo Diogo 15' |       | Juarez 31', · Gessy · Vieira | Renda: Cr$ 1.588.050,00 Árbitro: BA Clinamulte Vieira França |

### Amistoso
Em 7 de setembro de 1962, na cidade de Rio Grande, interior gaúcho, valendo a Taça Ipiranga, ocorreu o primeiro Grenal - de número 161 - fora da capital.
| 7 de setembro de 1962 | Grêmio                 | 2 – 1      | Internacional     | Estádio Waldemar Fetter, Rio Grande |
|                       | Élton 13' · Marino 49' | Site Inter | 5' Flávio Minuano | Árbitro: Auxiliares:                |

Grêmio: Henrique; Valério, Airton Pavilhão, Altemir e Ortunho; Élton e Milton (Fernando); Adroaldo, Gessy, Marino e Volnei II.
Internacional: Gainete; Zangão, Ari Ercílio, Cláudio Danni e Ezequiel; Osvaldinho e Gilberto (Sérgio Lopes); Sapiranga (Bedeuzinho), Alfeu, Flávio Minuano e Gilberto Andrade.

### Primeiro Grenal do Robertão, vitória colorada no Olímpico
Campeonato Brasileiro de 1967
| 5 de março de 1967 | Grêmio | 0 – 2 | Internacional               | Olímpico Monumental, Porto Alegre                |
|                    |        |       | Bráulio 22' · Carlinhos 80' | Renda: NCr$ 69.431,00 Árbitro: Jose Luis Barreto |

### Grenal dos 4 a 0 e o heptacampeonato gremista
Campeonato Gaúcho de 1968
O dia 2 de junho de 1968 marcou a maior goleada aplicada pelo Grêmio em grenais disputados no Estádio Olímpico. O placar de 4 a 0 do Grêmio sobre o maior rival, deixou o Grêmio a um empate do heptacampeonato estadual  faltando duas rodadas. O jogador gremista Alcindo marcou duas vezes. Joãozinho e Volmir marcaram os outros gols da partida. Com o empate conseguido na rodada seguinte, a penúltima, além do heptacampeonato o tricolor gaúcho acabou sagrando-se campeão gaúcho em 12 oportunidades num período de 13 anos, marcando sua hegemonia no futebol gaúcho entre os anos de 1956 a 1968. O Internacional havia conquistado o título no ano de 1961. [23]
| 2 de junho de 1968 | Grêmio                     | 4 – 0 | Internacional | Estádio Olímpico, Porto Alegre |
|                    | Alcindo · Joãozinho Volmir |       |               | Árbitro: João Carlos Ferrari   |

Grêmio: Alberto, Altemir,Paulo Souza, Aureo e Everaldo, Cleo e Jadir, Baba, Joao Severiano, Alcindo e Volmir.
Inter: Schneider, Lauricio, Scala (Nitota) Luiz Carlos e Sadi, Elton e Dorinho, Valdomiro, Bráulio, Claudiomiro e Othon ( Carlinhos).

### Primeiro Grenal em Campeonatos Brasileiros organizados pela extinta CBD
Campeonato Brasileiro de 1971
O primeiro Grenal válido pelo Campeonato Brasileiro organizado pela extinta Confederação Brasileira de Dsportos - CBD , foi vencido pelo Internacional, em 17 de outubro de 1971. O Grêmio estava invicto havia 4 grenais somente naquele ano, apesar de o Inter ter conquistado o tricampeonato gaúcho em julho. Três meses depois, na 15ª rodada do Brasileirão, o Inter ganhou por 1 a 0, gol de Sérgio "Galocha". Foi o começo da maior série invicta na história dos grenais, que só seria interrompida 45 meses depois.
| 17 de outubro de 1971 | Internacional  | 1 – 0 | Grêmio | Beira-Rio, Porto Alegre    |
|                       | Sérgio Galocha |       |        | Árbitro: RS Agomar Martins |

### Grenal do octacampeonato colorado
Campeonato Gaúcho de 1976
O Grenal 227 ocorreu em um domingo, no dia 22 de agosto de 1976 e foi valido pela  final do Campeonato Gaúcho daquele ano. A equipe colorada tinha a vantagem do empate para levar o título, mas acabou vencendo com gols de Lula e Dario e conquistando o octacampeonato gaúcho, feito nunca antes conquistado por qualquer e jamais repetido.
| 22 de agosto de 1976 | Internacional        | 2 – 0 | Grêmio | Beira Rio, Porto Alegre                            |
| 21:15                | Lula 57' · Dario 65' |       |        | Renda: Cr$ 1.335.850,00 Árbitro: RS Agomar Martins |

Internacional: Manga; Cláudio Duarte; Figueroa; Marinho; Vacaria; Caçapava; Falcão; Jair (Escurinho); Valdomiro; Dario; Lula – Técnico:Rubens Minelli.
Grêmio: Cejas; Eurico, Ancheta, Fuscão (Tadeu) e Bolívar; Jerônimo (Vitor Hugo), Alexandre e Neca; Zequinha, Yura e Ortiz – Técnico: Paulo Lumumba.

### Grenal do gol mais rápido
Campeonato Gaúcho de 1977
Em 14 de agosto de 1977, no grenal 233, Yura fez o gol mais rápido de todos os grenais, aos 14 segundos, sem que o time do Inter - nem o goleiro Manga - tocasse na bola. O jogo era válido pelo Campeonato Gaúcho e o Grêmio - treinado por Telê Santana - venceu por 2 a 1.
| 14 de agosto de 1977 | Grêmio                  | 2 – 1       | Internacional | Estádio Olímpico, Porto Alegre                                            |
|                      | Yura 14s' · Tarciso 48' | Site Grêmio | 82' Hermínio  | Árbitro: Agomar Martins Auxiliares: Hermínio Goulart e Justimiano Goulart |

Grêmio: Corbo; Eurico, Ancheta, Oberdan e Ladinho; Vitor Hugo, Tadeu Ricci e Yura (Zequinha); Tarciso, André (Alcindo) e Éder. Técnico: Telê Santana.
Internacional: Manga; Hermínio, Beliatto, Gardel e Vacaria; Caçapava (Escurinho), Falcão e Batista; Valdomiro, Luizinho e Lula (Dario)
Técnico: Sérgio Moacir

### Grenal dos 4 a 0 - Grêmio aposenta novo uniforme do Inter
Campeonato Brasileiro de 1977
Em 6 de novembro de 1977, o Inter, jogando no Estádio Beira Rio, estrearia em um Grenal seu novo uniforme, uma inovação em termos das cores adotadas, um modelo sem a presença da cor branca, sendo totalmente vermelho (camiseta, calção e meias da mesma cor). O ex-apoiador Iúra marcou o seu nome na História do clássico antes mesmo de ser o carrasco colorado no Brasileirão de 1977. No Gauchão do mesmo ano, no dia 14 de agosto, ele marcou, aos 14 segundos de jogo, o gol mais rápido de um Grenal. O Grêmio venceria o jogo por 2 a 1. A animação pelo uniforme novo e o fato de jogar em casa não se confirmaram durante a partida. O placar final terminou em uma goleada para o Grêmio de 4 a 0 em cima do maior rival, o Internacional. A frustração por ter sido goleado dentro de seu próprio estádio e em plena estreia do novo uniforme, fez com que o Inter demorasse vários anos para voltar a usar esta combinação como uniforme.
Campeonato Brasileiro
| 6 de novembro de 1977 | Internacional | 0 – 4 | Grêmio                       | Estádio Beira-Rio                                                      |
|                       |               |       | Iúra , Tadeu Ricci , Tarciso | Público: 48,597 Renda: Cr$ 1.131.560.000,00 Árbitro: BRA José Mocellin |

Internacional: Benítez, Beliato, Gardel e Dionísio; Batista, Caçapava e Falcão; Valdomiro, Luisinho, Edu e Jair – Técnico: Carlos Gainete.
Grêmio: Corbo, Oberdan, Eurico, Ladinho e Vilson; Vitor Hugo, Yura, e Tadeu Rici (Leandro); Tarciso, Éder Aleixo e André Catimba – Técnico: Telê Santana.
Gols: Yura, 37'/1ºT(0-1), Tadeu Ricci, 17'/2ºT(0-2), Yura, 26'/2ºT(0-3) e Tarciso, 41'/2ºT(0-4)

### Amistoso
Após o Grêmio se tornar o primeiro clube gaúcho a conquistar o título da Copa Europeia/Sul-Americana (já tratado como título mundial na época e reconhecido como tal pela FIFA em outubro de 2017), ao vencer o Hamburgo da Alemanha em Tóquio no Japão em dezembro de 1983, o jogador colorado Mauro Galvão provocou o jogador Renato Gaúcho do Grêmio dizendo que "Eles podem ser campeões do mundo, mas aqui no estado mandamos nós". A frase motivou Renato Gaúcho a pedir um grenal amistoso para entrega das faixas, com o Grêmio colocando as de campeão gaúcho no Inter e os gremistas presenteando o na época já atleta colorado Mário Sérgio (que havia se sagrado campeão da Copa Intercontinental em questão) com a faixa de Campeão do Mundo.

Dessa brincadeira entre Renato e Mauro Galvão, resultou o Grenal 268, disputado no Olímpico em 26 de janeiro de 1984, vencido pelo Grêmio por 4 a 2, com gols de Renato Gaúcho, Osvaldo, Caio e Paulo Cézar, Bonamigo (contra) e Rubén Paz.
| 26 de janeiro de 1984 | Grêmio                                       | 4 – 2 | Internacional               | Olímpico Monumental, Porto Alegre                                                      |
|                       | Renato Gaúcho , Osvaldo , Caio , Paulo Cézar |       | Bonamigo contra', Rubén Paz | Público: 15,268 (pagantes) Renda: Cr$ 24.420.000,00 Árbitro: BRA Luiz Zetterman Torres |

### Primeiro Grenal em Campeonatos Brasileiros organizados pela CBF
Campeonato Brasileiro de 1985
Após amplas modificações administrativas e estruturais visando entrar em conformidade com decreto da FIFA que determinava a necessidade de entidades nacionais com dedicação exclusiva ao desenvolvimento do futebol, em 24 de setembro de 1979 é criada a Confederação Brasileira de Futebol (CBF),  com a prerrogativa de garantir a gestão independente do futebol brasileiro e das Seleções Brasileiras de futebol.
Desta forma, o primeiro Campeonato Brasileiro oficialmente organizado pela CBF ocorreu em 1980 . Contudo, o primeiro clássico Grenal válido por esta competição nacional organizada pela Confederação Brasileira de Futebol ocorreu apenas em 1985 e teve como vencedor o time do Grêmio, pelo placar de 2 x 0, com gols marcados por Ademir e Renato.
| 10 de fevereiro de 1985 | Grêmio                 | 2 – 0 | Internacional | Olímpico Monumental, Porto Alegre |
|                         | Ademir e Renato Gaúcho |       |               |                                   |

### Grenal do Século
Campeonato Brasileiro de 1988
Foi assim denominada a segunda partida (após um empate sem gols no Olimpico) entre Grêmio e Internacional válida pela semifinal do Campeonato Brasileiro de 1988, em 12 de fevereiro de 1989. A importância desta partida era realmente extraordinária, já que valia a classificação para a decisão do campeonato brasileiro (contra o vencedor de Bahia versus Fluminense) e ainda a vaga na Taça Libertadores da América daquele ano. A partida terminou com vitória do Internacional por 2 a 1, de virada e com um jogador a menos em campo, pois o lateral Casemiro fora expulso ainda no primeiro tempo. Marcos Vinícius marcou para o Grêmio aos 25 minutos de jogo. Na segunda etapa, o centroavante Nílson marcou duas vezes para o Internacional, aos 16 e aos 26 minutos. Nilson foi considerado o grande herói do jogo, pois além de ter feito os dois gols, jogou machucado. Este foi o Grenal número 297, foi disputado no Estádio Beira-Rio e teve o maior público de Grenais em Campeonatos Brasileiros até hoje: 78.083 pagantes. O livro "O Segundo tempo", de Michel Laub (Editora Companhia das Letras, São Paulo, 2006), conta uma história fictícia que se passa durante o "Grenal do século".
| 12 de fevereiro de 1989 | Internacional  | 2 - 1 | Grêmio              | Beira-Rio, Porto Alegre                                                                  |
|                         | Nílson 61' 71' |       | 26' Marcus Vinícius | Público: 78,083 (pagantes) Renda: NCz$ 58.944,00 Árbitro: BRA Arnaldo David Cezar Coelho |

### Grenais da Copa do Brasil
Copa do Brasil de 1992
No primeiro jogo no Olímpico, deu empate: 1 a 1.  Em 17 de novembro de 1992, no Beira-Rio, Inter saiu na frente, com gol de Gérson aos 9 minutos do segundo tempo. O empate do Grêmio veio aos 30 minutos, com Carlinhos. Com dois resultados iguais, a decisão foi para os pênaltis, sob o comando do árbitro Renato Marsiglia. Na primeira série, Alcindo do Grêmio jogou por cima do gol e o colorado Gérson fez 1 a 0. Fernández pegou a cobrança do zagueiro gremista Vilson e Marquinhos fez 2 a 0. O Gato Fernández novamente pegou a cobrança, agora de Jandir e o Inter fechou os 3 a 0 com um gol do capitão Célio Silva.
Ida
| 6 de novembro de 1992 | Grêmio      | 1 - 1 | Internacional | Olímpico Monumental, Porto Alegre                                                        |
|                       | Alcindo 49' |       | 72' Gérson    | Público: 55,425 (52,256 pagantes) Renda: Cr$ 1.131.560.000,00 Árbitro: BRA José Mocellin |

Volta
| 17 de novembro de 1992 | Internacional | 1 (3) – (0) 1 | Grêmio        | Beira-Rio, Porto Alegre     |
|                        | Gérson 54'    |               | 67' Carlinhos | Renda: Cr$ 1.422.520.000,00 |

### Grenal do gol de bicicleta de Paulo Nunes
Campeonato Brasileiro de 1996
No dia 22 de setembro de 1996, ocorreu o Grenal nº 331. Internacional e Grêmio se enfrentaram em situações totalmente distintas pelo Campeonato Brasileiro. Estádio Beira-Rio, chuva forte, grande público. Campeão da Libertadores no ano anterior, o Grêmio era um time que tinha uma regularidade maior e um melhor plantel na época, com jogadores como Émerson, Adílson, Arce e Paulo Nunes, enquanto o Internacional não fazia uma boa temporada. Apenas Gamarra, André e Leandro destoavam do elenco do time colorado. No primeiro tempo só deu Grêmio, que saiu na frente com um golaço de bicicleta de Paulo Nunes aos 5 minutos. Comandado por Dinho e Goiano no meio-campo, com Carlos Miguel e Arce armando jogadas, o tricolor foi muito superior na etapa inicial. Já o Inter tinha dificuldades em todos os setores. No intervalo, o Colorado mudou de atitude, lutou bastante e empatou com Murilo aos 7 minutos. Porém Dinho, cobrando falta com violência, decidiu a partida em favor do Tricolor aos 21 minutos da etapa final. No final, uma blitz colorada que parou em uma grande atuação de Danrlei. No final vitória gremista por 2 a 1 em pleno Beira-Rio. O Grêmio foi campeão brasileiro daquele ano de 1996, vencendo a surpreendente Portuguesa, enquanto o Inter terminou na 9ª colocação. Naquele tempo, o melhor time do Brasil era gaúcho e azul. A partida foi dirigida pelo árbitro Carlos Elias Pimentel (RJ).
| 22 de setembro de 1996 | Internacional | 1 – 2 | Grêmio              | Beira-Rio, Porto Alegre |
|                        | Murilo        |       | Paulo Nunes · Dinho | Público: 39,621         |

Internacional: André, César Prates, Tonhão, Gamarra e Arílson; Fernando, Enciso (Luis Gustavo), Marcelo e Murilo (Yan); Fabiano (Fabinho) e Leandro. Técnico: Nelsinho Batista
Grêmio: Danrlei, Arce, Luciano, Adílson e Roger; Dinho, Goiano, Aílton (Emerson) e Carlos Miguel; Paulo Nunes (João Antônio) e Saulo (Zé Alcino). Técnico: Luiz Felipe Scolari. Cartão Amarelo: Leandro, Arílson, Adílson e Arce. Cartão Vermelho: Carlos Miguel

### Grenal dos 5 a 2
Campeonato Brasileiro de 1997
O Grenal número 335 foi disputado pelo Campeonado Brasileiro de 1997 e ficou conhecido como o Grenal dos 5 a 2, alcunha devido ao resultado do jogo, a favor do Internacional. A partida, disputada no estádio Olímpico estava cercada de uma certa expectativa. De um lado, o Grêmio havia conquistado a Copa do Brasil deste ano, enquanto o Internacional era o atual campeão gaúcho, tendo ganho o campeonato sobre o Tricolor. Além disso, a torcida do time da casa estava confiante, pois o clube havia contratado jogadores como Sérgio Manoel e Beto. Em contrapartida, era o Internacional que vivia um grande momento, com uma boa dupla de ataque: Christian e Fabiano.

O primeiro gol saiu de um lançamento em profundidade, que encontrou Enciso; após não dominar, o paraguaio cruzou para Christian cabecear, sem chances para Danrlei, marcando o primeiro gol colorado. Como quase todo o Grenal, este também foi marcado pela tensão. Christian se desentendeu com Otacílio e os dois foram expulsos. Mais tarde, Fernando e André Santos brigaram e também foram excluídos da partida pelo árbitro. Desse modo, as duas equipes passaram a possuir nove homens cada em campo. Aos 33 minutos do primeiro tempo, Fabiano recebeu a bola pela esquerda, marcado por Rivarola; após um drible, deixou o marcador caído e passou para Sandoval marcar o segundo gol colorado. Na segunda etapa, Fabiano fez mais um lance individual, conduzindo a bola pela esquerda e, após o afastamento parcial da bola por parte de Rivarola, o centroavante deu um passe para Marcelo, que errou o gol; porém, o mesmo Fabiano, livre, fez o terceiro tento do Internacional. O quarto gol foi novamente de Fabiano, que recebeu a bola livre pela esquerda, entrou na área e chutou em curva, sem chances para Murilo. O Grêmio descontou com Sérgio Manoel, marcando o seu primeiro gol na partida. No entanto, ainda havia tempo para mais um gol colorado: Luciano fez uma boa jogada e tocou a bola para Marcelo marcar o quinto do Internacional. Nos acréscimos, o Grêmio ainda fez o seu segundo gol com Gilmar. Após isso, terminou-se a partida, com placar final de 5 para o Internacional e 2 para o Grêmio.
| 24 de agosto de 1997 | Grêmio                 | 2 – 5 | Internacional                                  | Olímpico Monumental, Porto Alegre |
|                      | Sérgio Manoel · Gilmar |       | Christian · Sandoval · Fabiano Souza · Marcelo |                                   |

### Grenal de Ronaldinho Gaúcho
Campeonato Gaúcho de 1999

No grenal nº 341, em 20 de junho de 1999, final do Campeonato Gaúcho, o jovem Ronaldo de Assis Moreira, então com 19 anos, aplicou um chapeuzinho em Dunga, capitão da Seleção Brasileira nas Copas do Mundo de 1994 e 1998, que já estava no final de sua carreira no Internacional. O jogo terminou com vitória do Grêmio por 1 a 0, Grêmio campeão, com gol de Ronaldinho Gaúcho. Esse grenal foi disputado no Estádio Olímpico e teve um público de 40.238 pagantes.
| 20 de junho de 1999 | Grêmio            | 1 – 0 | Internacional | Estádio Olímpico Monumental, Porto Alegre |
|                     | Ronaldinho Gaúcho |       |               |                                           |

### Grenal do Gol 1000
Campeonato Brasileiro de 2004
As torcidas faziam apostas para ver quem marcaria o gol mil. O Grenal 360, válido pelo Campeonato Brasileiro, recebeu então o nome de "Grenal do Gol 1.000" no dia 10 de julho de 2004.  O Inter conseguiu a regularização do jogador Fernandão, recém-repatriado da França, somente na sexta-feira, a tempo de coloca-lo a disposição do técnico, que o deixou no banco de reservas. No segundo tempo, sofreu a falta do gol 999, marcado pelo zagueiro Vinicius. Aos 34 minutos, num cruzamento de Elder Granja, o estreante Fernandão marcou o milésimo gol da história do Grenal, na vitória do Internacional por 2 a 0.

#### Campeonato Brasileiro
| 10 de julho de 2004 | Internacional        | 2 – 0 | Grêmio | Beira-Rio, Porto Alegre |
|                     | Vinícius · Fernandão |       |        |                         |

### Primeiro Grenal internacional oficial
Copa Sul-Americana 2004
No dia 15 de setembro de 2004, data de aniversário do Grêmio, houve o primeiro clássico Grenal por uma competição internacional oficial, a Copa Sul-americana. Internacional saiu-se vencedor, aplicando 2 a 0 no adversário.
| 15 de setembro de 2004 | Internacional                                | 2 – 0 | Grêmio | Beira-Rio, Porto Alegre                                              |
|                        | Fernandão 21' · Paulo Francisco da Silva Paz |       |        | Público: 16,341 (13,384 pagantes) Árbitro: Márcio Rezende de Freitas |

Internacional: Clemer; Edinho, Vinícius e Álvaro; Élder Granja, Diego Gavilán, Marabá, Fernandão e Felipe Athirson (Chiquinho); Rafael Sóbis (Wellington) e Danilo (Diego). Técnico: Muricy Ramalho.
Grêmio: Márcio; Fábio Bilica, Felipe Baloy e Claudiomiro (George Lucas); Cocito (Luciano Santos), Leanderson, Fábio Pinto (Marcelinho), Felipe Melo e Emerson; Cláudio Pitbull e Christian. Técnico: Cuca.
Uma semana depois, ocorre o segundo jogo, agora no Olímpico, quando o Grêmio ganha por 2 a 1, mas vê o Inter classificar-se para a segunda fase da competição.

## Confrontos históricos (2009–atual)

### Grenal dos 100 anos
Campeonato Brasileiro de 2009
Este Grenal de número 377 foi realizado no dia 19 de julho de 2009, cem anos após a disputa do primeiro clássico. O estádio foi o Olímpico Monumental. O jogo foi marcado por muito alarde por parte da mídia antes da partida. Dentro de campo, o Internacional abriu o marcador com um gol de Nilmar, aos vinte e quatro minutos do primeiro tempo, após uma jogada de contra-ataque originada de uma falha de Souza. O Grêmio, contudo, não tardou a responder e empatou a partida, com um gol de falta do mesmo Souza, aos trinta e cinco minutos de partida. O Grêmio continuou atacando na etapa seguinte, até que, aos vinte e cinco minutos, Maxi López cabeceou e colocou o Tricolor em vantagem. Ao final, o Grêmio sustentou o resultado e venceu o Grenal do centenário.
| 19 de julho de 2009 | Grêmio                     | 2 – 1 | Internacional | Estádio Olímpico Monumental, Porto Alegre                                          |
|                     | Souza 35' · Maxi López 69' |       | Nilmar 24'    | Público: 40 020 (36 046 pagantes) Renda: R$ 790.721,00 Árbitro: RS Leonardo Gaciba |

Grêmio: Victor; Mário Fernandes (Makelele), Rafael Marques, Réver e Fábio Santos; Túlio, Adílson, Souza e Tcheco; Herrera (Jonas) e Maxi López. Técnico: Paulo Autuori.
Internacional: Lauro; Bolívar (Danilo Silva), Índio, Sorondo e Kléber; Sandro, Guiñazú, Andrezinho (Giuliano) e D'Alessandro; Taison (Alecsandro) e Nilmar. Técnico: Tite.

### Primeiro Grenal no exterior
Campeonato Gaúcho de 2011
No dia 30 de janeiro de 2011, ocorreu pela primeira vez um grenal disputado em solo estrangeiro, na cidade uruguaia de Rivera, que fica na fronteira com o Brasil, fazendo divisa com a cidade de Santana do Livramento. O Internacional, que estava voltando da disputa do Copa do Mundo de Clubes em Abu Dhabi, enviou o time B para a disputa do clássico. O Grêmio, com time misto, ganhou por 2 a 1. No primeiro tempo, o atacante Guto colocou o Internacional na frente. No segundo tempo, o Grêmio virou, com um gol de falta do lateral esquerdo Bruno Collaço e outro do atacante Lins, que havia saído do banco de reserva.
| 30 de janeiro de 2011 | Grêmio                       | 2 – 1 | Internacional | Estádio Atilio Paiva, Rivera-URU |
|                       | Bruno Collaço 58' · Lins 72' |       | Guto 38'      | Árbitro: RS Márcio Chagas        |

Grêmio: Marcelo Grohe; Mário Fernandes, Vilson (Willian Magrão), Neuton e Bruno Collaço; Mateus Magro, Adilson, Maylson, Mithyuê (Lins Lima de Britto) e Diego Clementino; Wesley (Denner).Técnico: Roger Machado Marques.
Internacional:Muriel Gustavo Beckerl; Daniel, Rodrigo Moledo, Ronaldo Alves e Massari; Juliano, Natan (Marinho), Augusto (Wagner Libano), Ricardo Goulart (Thiago Humberto) e Marquinhos; Guto.  Técnico: Enderson Moreira.

### Primeiro Grenal da Arena
Campeonato Brasileiro de 2013
No dia 4 de agosto de 2013, ocorre o Primeiro Grenal na Arena do Grêmio, válido pelo Brasileirão de 2013, resultando 1 a 1. O primeiro Gol, saiu de pênalti cobrado por Barcos, onde o Kléber sofreu uma falta dentro da área do Inter, assim, o Grêmio sai na frente. O segundo gol foi do Inter, em resposta, Willians passa por três jogadores gremistas, cruza para a área do adversário, e Leandro Damião livre chuta de primeira, assim, saindo o gol final da partida, resultando em 1 a 1, pelo Grenal 397.
| 4 de agosto de 2013 | Grêmio            | 1 – 1 | Internacional      | Arena do Grêmio, Porto Alegre                                                             |
| 16:00               | Barcos 18' (pen.) |       | Leandro Damião 21' | Público: 40 054 (37 434 pagantes) Renda: R$ 1.926.65,00 Árbitro: RS Fabrício Neves Corrêa |

Grêmio: Dida; Bressan, Werley e Rhodolfo; Pará, Adriano (Ramiro), Cristian Riveros (Paulinho), Elano (Maxi Rodríguez) e Alex Telles; Kléber e Barcos. Técnico: Renato Portaluppi.
Internacional: Muriel; Ednei (Fabrício), Ronaldo Alves e Juan; Kléber, Willians, Josimar e D'Alessandro; Jorge Henrique, Forlán (Ignacio Scocco) e Leandro Damião. Técnico: Dunga.

### Primeira vitória na Arena do Grêmio
Campeonato Gaúcho de 2014
No dia 30 de março de 2014 foi jogado o Grenal de número 400, 1° jogo das finais do Campeonato Gaúcho. Além da marca histórica, este Grenal também foi marcado pela primeira vitória em Grenais na Arena, novo estádio do Grêmio. O vencedor acabou sendo o Internacional, que virou o placar para 2 a 1 no segundo tempo, após terminar o primeiro tempo perdendo por 1 a 0. O nome do jogo foi o atacante Rafael Moura, autor dos dois gols do Colorado.
| 30 de março de 2014 | Grêmio     | 1 – 2 | Internacional         | Arena do Grêmio, Porto Alegre                                                             |
|                     | Barcos 14' |       | Rafael Moura 52', 72' | Público: 39 874 (37 744 pagantes) Renda: R$ 1.903.957,00 Árbitro: RS Leandro Pedro Vuaden |

Grêmio: Marcelo Grohe, Pará, Werley , Rhodolfo e Wendell;  Edinho, Ramiro,  Cristian Riveros (Maxi Rodríguez),   e Dudu ( Alan Ruiz )  ; Luan (Jean Deretti) e Barcos. Técnico: Enderson Moreira.
Internacional: Dida; Gilberto , Paulão , Juan (Ernando) e Fabrício;  Willians, Aránguiz, Alex (Ygor) e D'Alessandro; Jorge Henrique( Alan Patrick )  e Rafael Moura. Técnico: Abel Braga

### Primeiro Grenal em final de estadual jogado fora de Porto Alegre
Campeonato Gaúcho de 2014
| 13 de abril de 2014 | Internacional                                             | 4 – 1 | Grêmio      | Estádio Centenário, Caxias do Sul                                    |
|                     | D'Alessandro 26' · Alex 49' · Alan Patrick 55' · Alex 57' |       | Ernando 66' | Público: 17 424 (15 815 pagantes) Árbitro: RS Márcio Chagas da Silva |

Internacional: Dida; Gilberto, Paulão, Ernando e Fabrício; Willians, Aránguiz, Alex (Juan) e D'Alessandro; (Jorge Henrique) e Alan Patrick; Rafael Moura. Técnico: Abel Braga
Grêmio: Marcelo Grohe, Pará, Werley, Rhodolfo e Wendell; Edinho (Maxi Rodríguez), Ramiro, Cristian Riveros e Alan Ruiz (Léo Gago); Dudu e Barcos. Técnico: Enderson Moreira.

### Primeira vitória gremista na Arena do Grêmio
Campeonato Brasileiro de Futebol de 2014 - Série A
No dia 9 de novembro de 2014, na Arena do Grêmio, foi disputado o clássico grenal de número 403, em jogo válido pelo Campeonato Brasileiro daquele ano. Ao todo 46.437 pessoas estiveram na Arena para presenciar a goleada do Grêmio sobre o Internacional pelo placar de 4 a 1, com 2 gols do argentino Alan Ruiz, enquanto Luan e Ramiro marcaram os outros gols do tricolor; Rafael Moura marcou o gol colorado. O resultado favorável ao Grêmio marcou a quebra do tabu de jamais ter superado o Inter na nova Arena tricolor e acabou com o jejum de dois anos sem vitória do Grêmio no clássico, além de ter simbolizado a entrada do Grêmio no G-4 da tabela do campeonato brasileiro de 2014, tirando exatamente o Internacional das quatro primeiras colocações.
| 9 de novembro de 2014 | Grêmio                                                | 4 - 1 | Internacional    | Arena do Grêmio, Porto Alegre                            |
|                       | Luan 27' · Ramiro 48' · Alan Ruiz 77' · Alan Ruiz 81' |       | Rafael Moura 60' | Público: 46,437 pessoas Árbitro: Luiz Flávio de Oliveira |

### Primeiro Grenal com "torcida mista"
Campeonato Gaúcho de 2015
Em 1 de março de 2015, em Grenal válido pela oitava rodada da primeira fase do Gauchão 2015, realizado no Estádio Beira-Rio, pela primeira vez foi colocado em teste o sistema de "torcida mista", na qual um torcedor colorado poderia convidar um torcedor gremista para assistirem o jogo lado a lado, em um setor do Beira-Rio. Cerca de 2 mil torcedores acompanharam o jogo neste setor.
Grenal 404
| 1 de março de 2015 | Internacional | 0 – 0          | Grêmio | Estádio Beira Rio, Porto Alegre                                                |
|                    |               | Súmula Borderô |        | Público: 34 512 Renda: R$ 984.785,00 Árbitro: RS Jean Pierre Gonçalves de Lima |

### Grenal dos 5 a 0 - Maior goleada em Brasileiros e maior do século XXI
Campeonato Brasileiro de 2015
No dia 9 de agosto de 2015, no Grenal de número 407, válido pela 17° rodada do Brasileirão 2015 - Série A, realizado na Arena do Grêmio, o Grêmio aplicou, sobre o Inter, a maior goleada já aplicada pelo tricolor em Grenais desde a profissionalização do esporte no estado em 1940 e também a maior goleada do Grêmio desde 1911, com placar de 10 a 1, com show de Luan e pênalti perdido pelo Grêmio ainda com 11 minutos de jogo e zero a zero no placar. O Inter sem D'Alessandro e sem Diego Aguirre, técnico demitido na semana do clássico, foi comandado por Odair Hellman. A partida ficou marcada pelo domínio do Grêmio sobre o rival e o placar poderia ter sido maior, pois Douglas perdeu um pênalti logo no início da partida. O primeiro tempo da partida terminou com o placar de 2 a 0 para o tricolor, com gols de Giuliano, aos 36 minutos, que acertou um chute forte da entrada da área após rebote da zaga do Internacional em cobrança de escanteio, e Luan, aos 43 minutos, com um belo chute de fora da área após tabela com o zagueiro Erazo.
Logo no começo do segundo tempo o Grêmio marcou o seu terceiro gol através do jogador Luan, aos 2 minutos. Na tentativa de evitar uma goleada ainda maior, o Internacional substituiu o centroavante por um volante, quando o placar estava 3 a 0 a favor do tricolor. Contudo, a estratégia colorada não surtiu o efeito desejado, pois Fernandinho fez o quarto gol aos 31 minutos. O quinto e último gol do Grêmio da partida saiu através de gol contra do zagueiro Réver aos 38 minutos, após jogada do atacante Fernandinho. Placar final de 5 a 0 para o tricolor. Essa foi a maior goleada sofrida pelo rival do Grêmio em Grenais pelo Campeonato Brasileiro da era dos pontos corridos (junto com 5 a 0 para São Caetano, em 2003, e Chapecoense, em 2014) e também a maior goleada em Grenais em toda a história dos Campeonatos Brasileiros, além de ser a maior goleada aplicada no século XXI no clássico Grenal e a maior desde que tiveram início as competições nacionais com a participação da dupla Grenal.
| 9 de agosto de 2015 | Grêmio                                                             | 5 – 0 | Internacional | Arena do Grêmio, Porto Alegre                            |
|                     | Giuliano 36' · Luan 43' 47' · Fernandinho 76' · Réver 83' (contra) |       |               | Público: 46,010 (42,432 pags) Árbitro: Dewson Freitas PA |

### Grenal da América ou Grenal do "fim do mundo" - Primeiro clássico oficial pela Copa Libertadores
Copa Libertadores da América de 2020
O Grenal 424 foi realizado no dia 12 de março de 2020, válido pela 2ª rodada do Grupo E da Copa Libertadores de 2020. Antes da bola rolar, a Conmebol emitiu uma nota oficial suspendendo os jogos da Libertadores devido à Pandemia de COVID-19 . O Grenal realizado na quinta-feira então seria o último jogo antes da suspensão. Por esse motivo, o jogo ficou conhecido também como "Grenal do fim do mundo" . Dentro de campo as chances foram equilibradas, ambos os times tiveram boas oportunidades para abrir o placar. E já nos acréscimos do segundo tempo ocorre confusão generalizada onde foram expulsos 8 jogadores dos dois times (4 do Internacional e 4 do Grêmio, sendo 1 de cada lado do banco de reservas). O jogo fica paralisado por mais de 12 minutos e quando retorna os dois times estão apenas com 8 jogadores em campo. A partida terminou sem gols para ambos os lados.
| 12 de março de 2020 | Grêmio | 0 – 0     | Internacional | Arena do Grêmio, Porto Alegre   |
| 21:00 (UTC−3)       |        | Relatório |               | Árbitro: ARG Fernando Rapallini |

### Primeira vitória em Grenal pela Copa Libertadores
Copa Libertadores da América de 2020
O Grenal 427 foi realizado no dia 23 de setembro de 2020, com portões fechados devido a Pandemia de COVID-19. A rodada foi válida pela 4ª rodada do Grupo E da Copa Libertadores de 2020. Antes da partida, muita expectativa por parte das duas equipes, pois o Grenal anterior pela competição continental havia terminado empatado. Após um primeiro tempo sem gols, o Grêmio marcou o gol da vitória aos 29 minutos do 2º tempo, com o atacante Pepê que fazia seu jogo de n° 100 pelo tricolor. A partida entra para a história pelo fato de ser a primeira vitória do clássico Grenal na história da Copa Libertadores da América. Essa partida colocou o Internacional em um jejum de 10 partidas sem ganhar do rival, o maior do século até o momento.
| 23 de setembro de 2020 | Internacional | 0 – 1 | Grêmio   | Beira Rio, Porto Alegre                                        |
| 21:30 (UTC−3)          |               |       | Pepê 74' | Público: Portões fechados Árbitro: ARG Patricio Hernán Loustau |

### Primeiro Grenal com apenas a torcida de um dos times
Campeonato Brasileiro de 2021
O Grenal 434 foi realizado no dia 6 de novembro de 2021, durante este jogo, esteve presente no estádio apenas a torcida do time Internacional. O fato se deu por conta de uma suspensão da torcida do Grêmio que foi penalizada por invadir e depredar o campo dois jogos antes.  O Grêmio lutava pela permanência na Serie A e o Internacional por uma vaga diretas na Copa Libertadores da América. Assim o primeiro Grenal com torcida pós-pandemia foi realizado apenas com uma torcida que lotou a capacidade máxima autorizada pela organização que eram 25 mil torcedores. Assim 25 mil torcedores apenas do Internacional lotaram o Beira-Rio para prestigiar o time.
| 06 de novembro de 2021 | Internacional | 1 – 0 | Grêmio | Beira Rio, Porto Alegre |
| 19:00 (UTC−3)          | Taison 40'    |       |        | Público: 25,000         |

### Campeonato Gaúcho de Futebol
No dia 19 de Março de 2022, o Grenal 436 foi realizado no Estádio Beira-Rio, válido pelo jogo de ida das semifinais do Campeonato Gaúcho de Futebol de 2022.
O Grêmio, que já havia perdido na Primeira Fase por 1 a 0 nesse mesmo estádio, surpreendeu e derrotou seu rival por 3 a 0 na sua casa. A surpresa veio principalmente por conta da má fase do tricolor, que disputou a segunda divisão naquele ano. O Internacional venceu na volta por 1 a 0 e foi eliminado.
| 19 de março de 2022 | Internacional | 0 – 3 | Grêmio                                           | Estádio Beira-Rio, Porto Alegre                        |
| 16:30 (UTC−3)       |               |       | Elias 10' João Paulo Bitello 22' Diego Souza 72' | Público: 35,753 Árbitro: RS Jean Pierre Conçalves Lima |

### Anos 2010
| #   | Data                    | Torneio                                        | Estádio            | Casa          | Visitante     | Placar    | Gols (casa)                                                | Gols (visitante)                               |
| --- | ----------------------- | ---------------------------------------------- | ------------------ | ------------- | ------------- | --------- | ---------------------------------------------------------- | ---------------------------------------------- |
| 379 | 31 de janeiro de 2010   | Campeonato Gaúcho                              | Colosso da Lagoa   | Internacional | Grêmio        | 1–0 (0–0) | Alecsandro 79'                                             |                                                |
| 380 | 25 de abril de 2010     | Campeonato Gaúcho                              | Beira-Rio          | Internacional | Grêmio        | 0–2 (0–0) |                                                            | Rodrigo 67' · Borges 87'                       |
| 381 | 2 de maio de 2010       | Campeonato Gaúcho                              | Olímpico           | Grêmio        | Internacional | 0–1 (0–1) |                                                            | Giuliano 9'                                    |
| 382 | 1 de agosto de 2010     | Campeonato Brasileiro                          | Beira-Rio          | Internacional | Grêmio        | 0–0 (0–0) |                                                            |                                                |
| 383 | 24 de outubro de 2010   | Campeonato Brasileiro                          | Olímpico           | Grêmio        | Internacional | 2–2 (1–0) | André Lima 36' · Fábio Santos 69'                          | Alecsandro 65' · D'Alessandro 83'              |
| 384 | 30 de janeiro de 2011   | Campeonato Gaúcho                              | Atilio Paiva       | Grêmio        | Internacional | 2–1 (0–1) | Bruno Collaço 58' · Lins 72'                               | Guto 38'                                       |
| 385 | 1 de maio de 2011       | Campeonato Gaúcho                              | Beira-Rio          | Internacional | Grêmio        | 1–1 (1–0) | Leandro Damião 23'                                         | Júnior Viçosa 86'                              |
| 386 | 8 de maio de 2011       | Campeonato Gaúcho                              | Beira-Rio          | Internacional | Grêmio        | 2–3 (1–1) | Andrézinho 8' · Leandro Damião 81'                         | Júnior Viçosa 39', 87' · Leandro 46'           |
| 387 | 15 de maio de 2011      | Campeonato Gaúcho                              | Olímpico           | Grêmio        | Internacional | 2–3 (1–2) | Lúcio 15' · Borges 80'                                     | Damião 31' · Andrézinho 45' · D'Alessandro 74' |
| 388 | 28 de agosto de 2011    | Campeonato Brasileiro                          | Olímpico           | Grêmio        | Internacional | 2–1 (1–1) | Marquinhos 16' · Douglas 79'                               | Índio 26'                                      |
| 389 | 4 de dezembro de 2011   | Campeonato Brasileiro                          | Beira-Rio          | Internacional | Grêmio        | 1-0 (0-0) | D'Alessandro 61'                                           |                                                |
| 390 | 5 de fevereiro de 2012  | Campeonato Gaúcho                              | Olímpico           | Grêmio        | Internacional | 2–2 (2-1) | Marquinhos 27' · Marcelo Moreno 33'                        | Dátolo 22' · Bolívar 75'                       |
| 391 | 22 de fevereiro de 2012 | Campeonato Gaúcho                              | Beira-Rio          | Internacional | Grêmio        | 1-2 (1-1) | Leandro Damião 27'                                         | Léo Gago 16', Kléber 65'                       |
| 392 | 29 de abril de 2012     | Campeonato Gaúcho                              | Beira-Rio          | Internacional | Grêmio        | 2-1 (1-0) | Dátolo 35' · Fabrício 76'                                  | Werley 55'                                     |
| 393 | 26 de agosto de 2012    | Campeonato Brasileiro                          | Beira-Rio          | Internacional | Grêmio        | 0-1 (0-1) |                                                            | Elano 7'                                       |
| 394 | 2 de dezembro de 2012   | Campeonato Brasileiro                          | Olímpico           | Grêmio        | Internacional | 0–0 (0–0) |                                                            |                                                |
| 395 | 2 de fevereiro de 2013  | Campeonato Gaúcho                              | Colosso da Lagoa   | Internacional | Grêmio        | 2–1 (1–0) | Leandro Damião 40' · Forlán 53'                            | Fernando 55'                                   |
| 396 | 24 de fevereiro de 2013 | Campeonato Gaúcho                              | Centenário         | Internacional | Grêmio        | 2–1 (1–0) | Forlán 28' · Moledo 57'                                    | Willian José 67'                               |
| 397 | 4 de agosto de 2013     | Campeonato Brasileiro                          | Arena do Grêmio    | Grêmio        | Internacional | 1–1 (1–1) | Barcos 18'                                                 | Leandro Damião 20'                             |
| 398 | 20 de outubro de 2013   | Campeonato Brasileiro                          | Centenário         | Internacional | Grêmio        | 2–2 (1–1) | Willians 3' · D'Alessandro 60'                             | Jackson 40' · Vargas 51'                       |
| 399 | 9 de fevereiro de 2014  | Campeonato Gaúcho                              | Arena do Grêmio    | Grêmio        | Internacional | 1–1 (0–1) | Barcos 79'                                                 | Fabrício 42'                                   |
| 400 | 30 de março de 2014     | Campeonato Gaúcho                              | Arena do Grêmio    | Grêmio        | Internacional | 1–2 (1–0) | Barcos 13'                                                 | Rafael Moura 52', 71'                          |
| 401 | 13 de abril de 2014     | Campeonato Gaúcho                              | Estádio Centenário | Internacional | Grêmio        | 4–1 (1–0) | D´Alessandro 27' · Alex 50' · Alan Patrick 56' · Alex 57'  | Ernando 67'                                    |
| 402 | 10 de agosto de 2014    | Campeonato Brasileiro                          | Beira-Rio          | Internacional | Grêmio        | 2–0 (0–0) | Aránguiz 63' · Cláudio Winck 83'                           |                                                |
| 403 | 9 de novembro de 2014   | Campeonato Brasileiro                          | Arena do Grêmio    | Grêmio        | Internacional | 4–1 (1-0) | Alan Ruiz 75', 81' · Luan 27' · Ramiro 48'                 | Rafael Moura 60'                               |
| 404 | 1 de fevereiro de 2015  | Campeonato Gaúcho                              | Beira-Rio          | Internacional | Grêmio        | 0–0 (0–0) |                                                            |                                                |
| 405 | 26 de abril de 2015     | Campeonato Gaúcho                              | Arena do Grêmio    | Grêmio        | Internacional | 0–0 (0–0) |                                                            |                                                |
| 406 | 3 de maio de 2015       | Campeonato Gaúcho                              | Beira-Rio          | Internacional | Grêmio        | 2–1 (2–1) | Nilmar 6' · Valdivia 18'                                   | Giuliano 45'                                   |
| 407 | 9 de agosto de 2015     | Campeonato Brasileiro                          | Arena do Grêmio    | Grêmio        | Internacional | 5–0 (2-0) | Giuliano 34' · Luan 42', 48' · Fernandinho 75' · Réver 83' |                                                |
| 408 | 22 de novembro de 2015  | Campeonato Brasileiro                          | Beira-Rio          | Internacional | Grêmio        | 1–0 (1–0) | Vitinho 7'                                                 |                                                |
| 409 | 6 de março de 2016      | Campeonato Gaúcho e Primeira Liga              | Arena do Grêmio    | Grêmio        | Internacional | 0–0 (0–0) |                                                            |                                                |
| 410 | 3 de julho de 2016      | Campeonato Brasileiro                          | Beira-Rio          | Internacional | Grêmio        | 0–1 (0–1) |                                                            | Douglas 19'                                    |
| 411 | 23 de outubro de 2016   | Campeonato Brasileiro                          | Arena do Grêmio    | Grêmio        | Internacional | 0–0 (0–0) |                                                            |                                                |
| 412 | 4 de março de 2017      | Campeonato Gaúcho                              | Arena do Grêmio    | Grêmio        | Internacional | 2–2 (1–0) | Miller Bolaños 22' · Fernandinho 68'                       | Roberson 55' · Brenner 57'                     |
| 413 | 11 de março de 2018     | Campeonato Gaúcho                              | Beira-Rio          | Internacional | Grêmio        | 1–2 (0–2) | Rodrigo Dourado 47'                                        | Luan 23', 28'                                  |
| 414 | 18 de março de 2018     | Campeonato Gaúcho                              | Arena do Grêmio    | Grêmio        | Internacional | 3–0 (1–0) | Everton 45+3' · Jael 63' · Arthur 77'                      |                                                |
| 415 | 21 de março de 2018     | Campeonato Gaúcho                              | Beira-Rio          | Internacional | Grêmio        | 2–0 (1–0) | Nico López 33' (pen) · D'Alessandro 67'                    |                                                |
| 416 | 12 de maio de 2018      | Campeonato Brasileiro                          | Arena do Grêmio    | Grêmio        | Internacional | 0–0 (0–0) |                                                            |                                                |
| 417 | 9 de setembro de 2018   | Campeonato Brasileiro                          | Beira-Rio          | Internacional | Grêmio        | 1–0 (1–0) | Edenílson 58'                                              |                                                |
| 418 | 17 de março de 2019     | Campeonato Gaúcho de Futebol de 2019 - Série A | Arena do Grêmio    | Grêmio        | Internacional | 1-0 (0-0) | Leonardo Gomes                                             |                                                |
| 419 | 14 de abril de 2019     | Campeonato Gaúcho de Futebol de 2019 - Série A | Beira-Rio          | Grêmio        | Internacional | 0–0       |                                                            |                                                |
| 420 | 17 de abril de 2019     | Campeonato Gaúcho de Futebol de 2019 - Série A | Arena do Grêmio    | Grêmio        | Internacional | 0–0       |                                                            |                                                |
| 421 | 20 de julho de 2019     | Campeonato Brasileiro                          | Beira-Rio          | Internacional | Grêmio        | 1–1       | Paulo Miranda 21'                                          | Luan                                           |
| 422 | 3 de novembro de 2019   | Campeonato Brasileiro                          | Arena do Grêmio    | Grêmio        | Internacional | 2-0 (1-0) | Geromel 33' · Rômulo 78'                                   |                                                |

### Anos 2020
| #   | Data                    | Torneio               | Estádio         | Casa          | Visitante     | Placar    | Gols (casa)                                               | Gols (visitante)                                           |
| --- | ----------------------- | --------------------- | --------------- | ------------- | ------------- | --------- | --------------------------------------------------------- | ---------------------------------------------------------- |
| 423 | 15 de fevereiro de 2020 | Campeonato Gaúcho     | Beira-Rio       | Internacional | Grêmio        | 0–1 (0–0) |                                                           | Diego Souza 90+1'                                          |
| 424 | 12 de março de 2020     | Copa Libertadores     | Arena do Grêmio | Grêmio        | Internacional | 0–0 (0-0) |                                                           |                                                            |
| 425 | 22 de julho de 2020     | Campeonato Gaúcho     | Centenário      | Internacional | Grêmio        | 0–1 (0–0) |                                                           | Jean Pyerre 62'                                            |
| 426 | 5 de agosto de 2020     | Campeonato Gaúcho     | Arena do Grêmio | Grêmio        | Internacional | 2–0 (0–0) | Maicon 49', Isaque 80'                                    |                                                            |
| 427 | 23 de setembro de 2020  | Copa Libertadores     | Beira-Rio       | Internacional | Grêmio        | 0–1 (0-0) |                                                           | Pepê 73'                                                   |
| 428 | 3 de outubro de 2020    | Campeonato Brasileiro | Arena do Grêmio | Grêmio        | Internacional | 1–1 (0-0) | Pepê 52'                                                  | Thiago Galhardo 84'                                        |
| 429 | 24 de janeiro de 2021   | Campeonato Brasileiro | Beira-Rio       | Internacional | Grêmio        | 2–1 (0-0) | Abel Hernández 89', Edenílson 90+2' (pen)                 | Jean Pyerre 76'                                            |
| 430 | 3 de abril de 2021      | Campeonato Gaúcho     | Arena do Grêmio | Grêmio        | Internacional | 1-0 (0-0) | Léo Chú 88'                                               |                                                            |
| 431 | 16 de maio de 2021      | Campeonato Gaúcho     | Beira-Rio       | Internacional | Grêmio        | 1-2 (1-0) | Thiago Galhardo 27'                                       | Diego Souza 58' Ricardinho Viana 88'                       |
| 432 | 23 de maio de 2021      | Campeonato Gaúcho     | Arena do Grêmio | Grêmio        | Internacional | 1–1 (0–0) | Ferreira 52'                                              | Rodrigo Dourado 84'                                        |
| 433 | 10 de julho de 2021     | Campeonato Brasileiro | Arena do Grêmio | Grêmio        | Internacional | 0–0       |                                                           |                                                            |
| 434 | 6 de setembro de 2021   | Campeonato Brasileiro | Beira-Rio       | Internacional | Grêmio        | 1–0 (1-0) | Taison' (40)                                              |                                                            |
| 435 | 9 de março de 2022      | Campeonato Gaúcho     | Beira-Rio       | Internacional | Grêmio        | 1–0 (1-0) | David' (45+2)                                             |                                                            |
| 436 | 19 de março de 2022     | Campeonato Gaúcho     | Beira-Rio       | Internacional | Grêmio        | 0–3 (0–2) |                                                           | Elias Manoel 11' Bitello 23' Diego Souza 72' (pen)         |
| 437 | 23 de março de 2022     | Campeonato Gaúcho     | Arena do Grêmio | Grêmio        | Internacional | 0-1 (0-0) |                                                           | Taison' (64)                                               |
| 438 | 5 de março de 2023      | Campeonato Gaúcho     | Arena do Grêmio | Grêmio        | Internacional | 2–1 (1–0) | Vina 45+4' Felipe Carballo 90+4'                          | Alan Patrick 76'                                           |
| 439 | 21 de maio de 2023      | Campeonato Brasileiro | Arena do Grêmio | Grêmio        | Internacional | 3–1 (2-0) | Luis Alberto Suárez 7' Mathías Villasanti 31' Bitello 65' | Johnny 87'                                                 |
| 440 | 8 de outubro de 2023    | Campeonato Brasileiro | Beira-Rio       | Internacional | Grêmio        | 3–2 (1-0) | Enner Valencia 6' Wanderson Maciel 49' Alan Patrick 70'   | João Pedro Maturano dos Santos 67' Luis Alberto Suárez 74' |
| 441 | 25 de fevereiro de 2024 | Campeonato Gaúcho     | Beira-Rio       | Internacional | Grêmio        | 3–2 (1-1) | Maurício 25' Lucas Alario 64' Alan Patrick 90+5' (pen)    | Renê 14' Villasanti 55'                                    |
| 442 | 22 de junho de 2024     | Campeonato Brasileiro | Couto Pereira   | Grêmio        | Internacional | 0–1 (0-0) |                                                           | Vitão 64'                                                  |
| 443 | 19 de outubro de 2024   | Campeonato Brasileiro | Beira-Rio       | Internacional | Grêmio        | 1-0 (0-0) | Borré 67'                                                 |                                                            |
| 444 | 8 de fevereiro de 2025  | Campeonato Gaúcho     | Arena do Grêmio | Grêmio        | Internacional | 1–1 (0-0) | Martin Braithwaite 70' (pen)                              | Fernando 72'                                               |
| 445 | 8 de março de 2025      | Campeonato Gaúcho     | Arena do Grêmio | Grêmio        | Internacional | 0-2 (0-2) |                                                           | Carbonero 21', Alan Patrick 26'                            |
| 446 | 16 de março de 2025     | Campeonato Gaúcho     | Beira-Rio       | Internacional | Grêmio        | 1–1 (0-0) | Enner Valencia 56'                                        | Wagner Leonardo 62'                                        |
| 447 | 19 de abril de 2025     | Campeonato Brasileiro | Arena do Grêmio | Grêmio        | Internacional | 1–1 (1-0) | Anthoni 38'                                               | Alan Patrick 65'                                           |

## Estatísticas

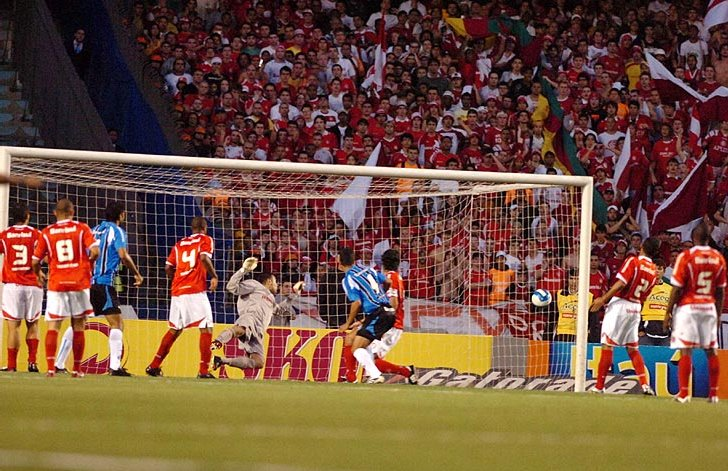
Grenal disputado no Estádio Olímpico Monumental

Os números e a ficha de todos os Grenais.
| Número de jogos                  | 447          |
| Vitórias do Internacional        | 165 (36,91%) |
| Vítórias do Grêmio               | 141 (31,54%) |
| Empates                          | 141 (31,54%) |
| Gols marcados pelo Internacional | 608 (51,31%) |
| Gols marcados pelo Grêmio        | 577 (48,69%) |
| Total de gols                    | 1185         |

 Segundo o jornalista e pequisador Cláudio Dienstmann, a estatística dos Grenais que é publicada pela imprensa estaria equivocada, por causa do Grenal 11, interrompido no primeiro tempo por um briga enquanto era vencido pelo Grêmio, que se recusou a terminar a partida. No entanto, os números acima são também publicados no site do Inter.

### Números por competição
Atualizado em 19 de abril de 2025
| Competição                                                    | Jogos | Período          | Vitórias do Grêmio | Empates | Vitórias do Internacional | Gols do Grêmio | Gols do Internacional | Total de gols |
| ------------------------------------------------------------- | ----- | ---------------- | ------------------ | ------- | ------------------------- | -------------- | --------------------- | ------------- |
| Campeonatos internacionais                                    |       |                  |                    |         |                           |                |                       |               |
| Copa Libertadores da América                                  | 2     | 2020             | 1                  | 1       | 0                         | 1              | 0                     | 1             |
| Copa Sul-Americana                                            | 4     | 2004-2008        | 1                  | 2       | 1                         | 5              | 6                     | 11            |
| Campeonatos nacionais                                         |       |                  |                    |         |                           |                |                       |               |
| Campeonato Brasileiro Unificado                               | 73    | 1967-atual       | 24                 | 23      | 26                        | 68             | 67                    | 135           |
| Torneio Roberto Gomes Pedrosa                                 | 6     | 1967-1970        | 0                  | 4       | 2                         | 1              | 4                     | 5             |
| Campeonato Brasileiro                                         | 67    | 1971-atual       | 24                 | 19      | 24                        | 67             | 63                    | 130           |
| Copa do Brasil                                                | 2     | 1992             | 0                  | 2       | 0                         | 2              | 2                     | 4             |
| Seletiva para Libertadores                                    | 2     | 1999             | 0                  | 2       | 0                         | 2              | 2                     | 4             |
| Campeonatos estaduais e regionais                             |       |                  |                    |         |                           |                |                       |               |
| Campeonato Gaúcho                                             | 180   | 1961-atual       | 55                 | 65      | 60                        | 189            | 179                   | 368           |
| Copa Sul Brasileira                                           | 2     | 1962             | 1                  | 1       | 0                         | 3              | 2                     | 5             |
| Copa Sul                                                      | 2     | 1999             | 0                  | 1       | 1                         | 1              | 3                     | 4             |
| Copa Sul-Minas                                                | 1     | 2002             | 0                  | 1       | 0                         | 1              | 1                     | 2             |
| Primeira Liga do Brasil                                       | 1     | 2016             | 0                  | 1       | 0                         | 0              | 0                     | 0             |
| Campeonatos citadinos                                         |       |                  |                    |         |                           |                |                       |               |
| Campeonato Citadino                                           | 101   | 1910-1960 e 1972 | 39                 | 18      | 44                        | 197            | 204                   | 401           |
| Outros torneios e amistosos                                   |       |                  |                    |         |                           |                |                       |               |
| Torneio Extra                                                 | 12    | 1943-1954        | 0                  | 7       | 5                         | 9              | 21                    | 30            |
| Torneio Relâmpago                                             | 1     | 1939             | 0                  | 0       | 1                         | 2              | 3                     | 5             |
| Torneio Triangular de Porto Alegre                            | 7     | 1943-1951        | 2                  | 1       | 4                         | 8              | 16                    | 24            |
| Torneio Inauguração do Estádio Olímpico                       | 1     | 1954             | 0                  | 0       | 1                         | 2              | 6                     | 8             |
| Torneio Quadrangular Porto Alegre-Pelotas ou Jornal do Brasil | 2     | 1964             | 0                  | 0       | 2                         | 1              | 3                     | 4             |
| Torneio da Festa da Uva                                       | 1     | 1965             | 0                  | 1       | 0                         | 0              | 0                     | 0             |
| Torneio Internacional de Porto Alegre                         | 1     | 1971             | 1                  | 0       | 0                         | 2              | 0                     | 2             |
| Outros Amistosos                                              | 52    | 1909-1992        | 17                 | 15      | 20                        | 84             | 93                    | 177           |
| Total                                                         | 447   |                  | 141                | 141     | 165                       | 577            | 608                   | 1185          |

### Números por estádio
Atualizado em 19 de abril de 2025, em concordância com sítios do Grêmio e do Inter.
| Estádio                | Cidade            | Jogos | Vitórias do Grêmio | Empates | Vitórias do Internacional | Gols do Grêmio | Gols do Internacional |
| ---------------------- | ----------------- | ----- | ------------------ | ------- | ------------------------- | -------------- | --------------------- |
| Beira-Rio              | Porto Alegre      | 130   | 33                 | 44      | 53                        | 109            | 131                   |
| Olímpico               | Porto Alegre      | 123   | 41                 | 48      | 34                        | 152            | 132                   |
| Eucaliptos             | Porto Alegre      | 54    | 22                 | 8       | 24                        | 84             | 98                    |
| Baixada                | Porto Alegre      | 47    | 23                 | 9       | 15                        | 100            | 92                    |
| Arena do Grêmio        | Porto Alegre      | 26    | 9                  | 14      | 3                         | 32             | 16                    |
| Timbaúva               | Porto Alegre      | 21    | 2                  | 8       | 11                        | 30             | 49                    |
| Montanha               | Porto Alegre      | 12    | 0                  | 3       | 9                         | 11             | 30                    |
| Chácara dos Eucaliptos | Porto Alegre      | 12    | 6                  | 0       | 6                         | 25             | 27                    |
| Colosso da Lagoa       | Erechim           | 4     | 0                  | 1       | 3                         | 2              | 5                     |
| Tiradentes             | Porto Alegre      | 3     | 1                  | 1       | 1                         | 4              | 3                     |
| Centenário             | Caxias do Sul     | 4     | 1                  | 1       | 2                         | 5              | 8                     |
| Chácara das Camélias   | Porto Alegre      | 2     | 0                  | 2       | 0                         | 3              | 3                     |
| Passo D'Areia          | Porto Alegre      | 2     | 0                  | 1       | 1                         | 5              | 7                     |
| Atilio Paiva           | Rivera            | 1     | 1                  | 0       | 0                         | 2              | 1                     |
| Baixada Rubra          | Caxias do Sul     | 1     | 0                  | 1       | 0                         | 0              | 0                     |
| Escola de Guerra       | Porto Alegre      | 1     | 1                  | 0       | 0                         | 10             | 1                     |
| Eucaliptos             | Santa Cruz do Sul | 1     | 0                  | 0       | 1                         | 0              | 1                     |
| Montanha dos Vinhedos  | Bento Gonçalves   | 1     | 0                  | 0       | 1                         | 1              | 2                     |
| Waldemar Fetter        | Rio Grande        | 1     | 1                  | 0       | 0                         | 2              | 1                     |
| Couto Pereira          | Curitiba          | 1     | 0                  | 0       | 1                         | 0              | 1                     |
| Total                  | Total             | 447   | 141                | 141     | 165                       | 577            | 608                   |

| Mando de campo | Jogos | Vitórias do Grêmio | Empates | Vitórias do Internacional | Gols do Grêmio | Gols do Internacional |
| -------------- | ----- | ------------------ | ------- | ------------------------- | -------------- | --------------------- |
| Internacional  | 214   | 66                 | 56      | 92                        | 252            | 290                   |
| Grêmio         | 233   | 75                 | 85      | 73                        | 325            | 318                   |
| Total          | 447   | 141                | 141     | 165                       | 577            | 608                   |

### Números por década
| Década      | Período     | Grêmio | Internacional | Empate | Jogos | Maior vencedor      |
| ----------- | ----------- | ------ | ------------- | ------ | ----- | ------------------- |
| 1900        | 1909-1909   | 1      | 0             | 0      | 1     | Grêmio (+1)         |
| 1910        | 1910-1919   | 7      | 5             | 0      | 12    | Grêmio (+2)         |
| 1920        | 1920-1929   | 11     | 4             | 3      | 18    | Grêmio (+7)         |
| 1930        | 1930-1939   | 14     | 10            | 6      | 30    | Grêmio (+4)         |
| 1940        | 1940-1949   | 7      | 32            | 10     | 49    | Internacional (+25) |
| 1950        | 1950-1959   | 11     | 16            | 13     | 40    | Internacional (+5)  |
| 1960        | 1960-1969   | 16     | 13            | 13     | 42    | Grêmio (+3)         |
| 1970        | 1970-1979   | 12     | 24            | 23     | 59    | Internacional (+12) |
| 1980        | 1980-1989   | 16     | 13            | 21     | 50    | Grêmio (+3)         |
| 1990        | 1990-1999   | 14     | 12            | 17     | 43    | Grêmio (+2)         |
| 2000        | 2000-2009   | 10     | 13            | 11     | 34    | Internacional (+3)  |
| 2010        | 2010-2019   | 13     | 14            | 17     | 44    | Internacional (+1)  |
| 2020        | 2020-2029   | 9      | 9             | 7      | 25    | Empate              |
| Total atual | Total atual | 141    | 165           | 141    | 447   | Internacional (+24) |

### Maiores artilheiros

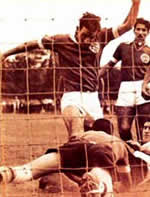
Carlitos, o artilheiro colorado em grenais

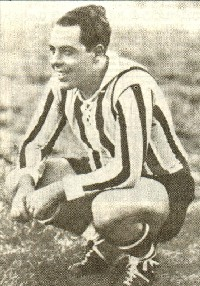
Luiz Carvalho, o artilheiro gremista em grenais

Carlitos, ponteiro colorado do chamado Rolo Compressor, marcou 40 gols em 58 jogos, sendo reconhecido como o maior artilheiro do clássico.
O argentino José Villalba, atacante da década de 1940, é o segundo maior artilheiro colorado em grenais, com 21 gols, sendo autor também do feito de ter feito quatro gols no clássico de outubro de 1948, na vitória de 7 a 0 do Internacional.
Jogador da década de 1930, o atacante gremista Luiz Carvalho, com 18 gols em 29 clássicos, é considerado o maior artilheiro gremista e Alcindo, o Bugre, com 12 gols, é o segundo maior artilheiro do Grêmio.
| Pos. | Jogador       | Equipe        | Gols | Jogos | Média |
| ---- | ------------- | ------------- | ---- | ----- | ----- |
| 1    | Carlitos      | Internacional | 40   | 58    | 0.69  |
| 2    | Villalba      | Internacional | 21   | 30    | 0.70  |
| 3    | Luiz Carvalho | Grêmio        | 18   | 29    | 0.62  |
| 4    | Adãozinho     | Internacional | 16   | 30    | 0.53  |
| 4    | Tesourinha    | Internacional | 16   | 44    | 0.36  |
| 6    | Alcindo       | Grêmio        | 12   | 26    | 0.46  |
| 7    | Acácio        | Internacional | 11   | 10    | 1.10  |
| 7    | Bodinho       | Internacional | 11   | 20    | 0.55  |
| 7    | Foguinho      | Grêmio        | 11   | 36    | 0.30  |
| 10   | Pirillo       | Internacional | 10   | 10    | 1.00  |
| 10   | César         | Grêmio        | 10   | 14    | 0.71  |
| 10   | Larry         | Internacional | 10   | 20    | 0.50  |

### Treinador Grenal
O técnico que mais participou de Grenais foi Telêmaco Frazão de Lima com 51 jogos, todos eles pelo Grêmio.
Depois, temos Renato Portaluppi (só jogos pelo Grêmio), com 32 jogos; Sérgio Moacir Torres e Cláudio Duarte, com 31 jogos, somando jogos por Grêmio e Inter e Ênio Andrade (por ambos os times), que comandou um total de 27 jogos.
Logo depois, com 26 jogos (somando jogos por Grêmio e Inter), Oswaldo Rolla. Na sequência, com 25 jogos pelo Inter, aparece Teté, e Celso Roth, com 24 jogos por Grêmio e Inter.
Com 22 jogos, aparecem empatados Carlos Froner, Otto Bumbel e Rubens Minelli, novamente por Inter e Grêmio.

### Maiores goleadas
- Maior goleada do Internacional: 7 a 0, em 17 de setembro de 1948. (Maior goleada da era profissional)
- Maior goleada do Grêmio: 10 a 0, em 18 de julho de 1909. (Maior goleada de toda a história dos grenais)

### Maiores invencibilidades
| Pos. | Clube         | Jogos | Período                                         |
| ---- | ------------- | ----- | ----------------------------------------------- |
| 1    | Internacional | 17    | 17 de outubro de 1971 a 13 de julho de 1975     |
| 2    | Internacional | 16    | 1 de maio de 1947 a 7 de setembro de 1949       |
| 3    | Grêmio        | 13    | 16 de junho de 1999 a 26 de outubro de 2002     |
| 4    | Grêmio        | 12    | 31 de maio de 1987 a 9 de fevereiro de 1989     |
| 4    | Internacional | 12    | 11 de janeiro de 1942 a 28 de maio de 1944      |
| 6    | Grêmio        | 11    | 17 de março de 2019 a 3 de outubro de 2020      |
| 6    | Internacional | 11    | 17 de agosto de 1952 a 9 de janeiro de 1955     |
| 8    | Internacional | 10    | 7 de setembro de 1978 a 22 de julho de 1979     |
| 8    | Internacional | 10    | 20 de setembro de 1979 a 29 de novembro de 1981 |

- Maior série invicta do Internacional: 17 jogos, 10 vitórias, 7 empates.
- Maior série invicta do Grêmio: 13 jogos, 8 vitórias, 5 empates.

### Maiores públicos
| Estádio Beira-Rio      |                                                             |
| Campeonatos Gaúcho     | Internacional 1 a 1 Grêmio, 85.072, 30 de maio de 1971      |
| Campeonatos Brasileiro | Internacional 2 a 1 Grêmio, 78.083, 12 de fevereiro de 1989 |
| Copa do Brasil         | Internacional 1 a 1 Grêmio, 76.207, 17 de novembro de 1992  |

| Estádio Olímpico Monumental |                                                            |
| Campeonato Gaúcho           | Grêmio 1 a 1 Internacional, 72.893, 29 de novembro de 1981 |
| Campeonato Brasileiro       | Grêmio 0 a 0 Internacional, 71.621, 9 de fevereiro de 1989 |
| Copa do Brasil              | Grêmio 1 a 1 Internacional, 55.425, 6 de novembro de 1992  |

| Arena do Grêmio       |                                                           |
| Campeonato Gaúcho     | Grêmio 0 a 2 Internacional, 51.077, 8 de março de 2025    |
| Campeonato Brasileiro | Grêmio 0 a 0 Internacional, 53.287, 23 de outubro de 2016 |
| Copa Libertadores     | Grêmio 0 a 0 Internacional, 53.389, 12 de março de 2020   |

Outros públicos em Campeonatos Brasileiros
No Estádio Beira-Rio
1. Internacional 0 a 1 Grêmio, 52.347, 12 de outubro de 1987
2. Internacional 0 a 4 Grêmio, 48.597, 6 de novembro de 1977
3. Internacional 2 a 3 Grêmio, 46.752, 23 de abril de 1978
4. Internacional 0 a 1 Grêmio, 45.442, 12 de outubro de 2003

No Estádio Olímpico Monumental
1. Grêmio 0 a 0 Internacional, 46.209, 2 de dezembro de 2012[78]
2. Grêmio 0 a 0 Internacional, 45.276, 18 de fevereiro de 1991
3. Grêmio 2 a 2 Internacional, 45.234, 24 de outubro de 2010
4. Grêmio 2 a 5 Internacional, 42.929, 24 de agosto de 1997
5. Grêmio 1 a 1 Internacional, 42.888, 29 de junho de 2008

Na Arena do Grêmio
1. Grêmio 4 a 1 Internacional, 46.437, 9 de novembro de 2014
2. Grêmio 5 a 0 Internacional, 46.010, 10 de agosto de 2015

## Livros sobre o Grenal
- NEY, José: Grenal - História. Editora Grafosul, 1977.
- COIMBRA, David; NORONHA, Nico; SOUZA, Mário Marcos de & MOREIRA, Carlos André. A História dos Grenais. Porto Alegre: L&PM Editores, 2009, 325 p. ISBN 8525424447
- KALUNGA. Grenalzinho é sempre Grenalzinho. Caxias do Sul: Editora Maneco, 2011, 136 p. ISBN 978-85-7705-152-6